# マジック:ザ・ギャザリング
マジック:ザ・ギャザリング（英: Magic: The Gathering、M:tG、MTG）は、米ウィザーズ・オブ・ザ・コースト(WotC)社製のトレーディングカードゲーム(TCG)。日本では、同社の日本事業部が窓口になっている。
1993年8月に発売（アルファ版）された世界初のトレーディングカードゲームである。公式にはマジック、のように略され、他にもMTG、ギャザ、マジギャザなどと呼ばれる。このほか、「もっともよく遊ばれているTCG」などでもギネス世界記録に認定されている。
マジック:ザ・ギャザリングを初めとするTCGにおいては、一定の制限内で好きなようにカードを組み合わせたデッキ（山札）を各プレイヤーが用意する。さらに、多くのカードが原則を破る特殊ルール（極端な例として「ライフが0になっても敗北しない」「山札切れすると勝利する」など）を持っている。これにより、ほぼ無限に拡張され得るコレクション性と多彩かつダイナミックなゲーム展開とが両立された。
ウィザーズ・オブ・ザ・コースト社の創業者ピーター・アドキソンによれば、テーブルトークRPG (TRPG)のコンベンションを巡業していた経験から、その待ち時間にプレイできるファンタジー志向のゲームを意図して製作したとしている。メインデザイナーであるリチャード・ガーフィールドによれば、本作は自身が高校生の頃に考案していたゲーム"Five Magics"に原点があるという。「ルールを破るカード」というデザイン上のヒントはボードゲームの『コズミック・エンカウンター』に、土地カードのヒントは"King of the Tabletop"にあったと話している。
このゲームは発売されてから短期間の内に驚異的な人気を得て、TRPG関連の新興零細メーカーに過ぎなかったウィザーズ・オブ・ザ・コースト社を一気に成長させた。そしてその人気に触発されて多くのメーカーが次々とTCGを発売した結果、僅か数年でTCGがゲームの一ジャンルとして確立したのである。人気は他のゲームジャンル・漫画にも影響を与えた。『デュエル・マスターズ』はこのゲームのメカニクスをライセンス供与され製作された。
開発者リチャード・ガーフィールドの第一子誕生記念に1997年に作られ、知人に配られた”Splendid Genesis”は非売品で製作数110枚しかなく、また、1993年発売のアルファ、ベータ、アンリミテッドの版は現存数が少なく物によってかなりの金額で売買されるものもある。アルファ版の”Black Lotus”が2024年5月のオークションで300万ドルで落札されている。

## 基本的な遊び方

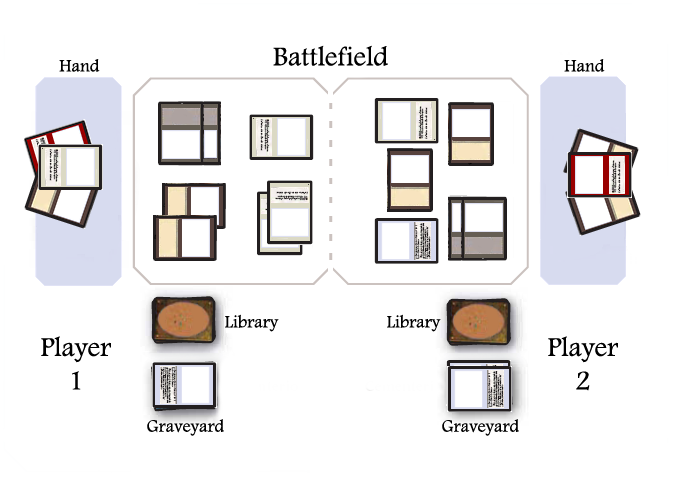
ゲームの卓上セットアップ

1. 対戦方式は様々あり、多人対戦も可能だが、最もメジャーな対戦方式は1対1であり、公式戦でも多くが1対1で行われる。
2. 双方のプレイヤーは、各々20点（40点等の場合もあり）のライフを持ち、60枚以上（ルールによっては40枚以上、100枚ジャスト等）のカードで事前に構築されたデッキを持ちよる。
3. ダイスロール等による選択権からプレイヤーの先行・後攻を決定し、両名とも最初の手札となる7枚をドローする。所定のマリガン・ルールによりペナルティを受ける代わりに手札を引き直す事も出来る。
4. 双方のプレイヤーが交互にやって来る各々の手番（ターンと呼ぶ）およびターン内に定められたフェイズ進行手順を実行することでゲームを進める。
5. アンタップ・アップキープ・ドローといったフェイズの処理を自身のターンの最初に行う。先攻(オン・ザ・プレイ)は最初のドローは行えない。後攻(オン・ザ・ドロー)は最初からドローできる。
6. 戦闘の前後にある2つのメイン・フェイズ(第一メイン・第二メイン)では基本的に土地カードのプレイとクリーチャー召喚他の呪文カードによって自身の盤面を展開していく。土地は基本的に各ターンに一枚しかプレイできない。その他のカードは「マナ」を支払える限り使用枚数に制限はない。
7. 自分のターンでないプレイヤーも、主にインスタント呪文によって割り込み・打ち消し・干渉等を行う事が出来る。
8. 戦闘フェイズでは定められた方法で自分のクリーチャーで相手を攻撃するが、そのターンに召喚されたばかりのクリーチャーは「召喚酔い」状態にあるとされ攻撃が出来ないものがほとんどである。また、直接相手のライフを減らす呪文のみで構成されているなど、クリーチャーに頼らない戦略も存在する。
9. 攻撃を受けた際、自分の場のカードにより防ぎきれなかった（または、あえて防がなかった）攻撃は、その点数分のダメージをプレイヤーのライフから減らす。
10. エンドステップではクリーチャーに累積したが殺すに及ばなかったダメージの消滅や8枚以上となった手札の7枚への調整が行われる。
11. 以上を繰り返し、片方のプレイヤーのライフポイントが0になるか、山札を引けなくなるまで進行する。カードの効果により敗北する場合もある。また、完全なロック（行動制限）状態になるなど、明らかに勝ち目がないと判断したプレイヤーは投了を宣言することもできる。
12. 「BO1(ベスト・オブ・ワン)」方式ではこの時点でマッチの勝者・敗者が決まる。「BO3(ベスト・オブ・スリー、三戦二本先取方式)」ではサイドボードからのカード入れ替えを行い再びゲームを行う。

## カードの種類

カードの例

マジックのカードは、大きく土地（Land）カードと呪文（Spell）カードに分けられる。呪文カードは、使用形態の違いによりさらに細分化され、また効果は色（マナ）ごとにある程度偏りがあり、その色の特色が出るようになっている。
各種類のカードに定められたルール上の原則はカードの効果によって無視されることがある。例えば、通常自分のターンごとに手札から出せる土地カードは1枚までとなっているが、この制限を破るカードもある。
土地（Land）カード
マジックにおいて他のカードを使うために必要なマナという魔法力を生み出すカード。
土地はタップ（場札を使用すること）することで、呪文カードを使うために必要なマナを生成することができる。
つまり、自分が場に出している土地の枚数で、各ターンに使える呪文の質や量が決まることになる。
※場札は自分のターンが来るたびに再びアンタップ状態（未使用状態）となる。また、余ったマナを次のターン(正確には次のフェイズ)に持ち越すことは基本的にはできない。
自分のターンごとに1枚の土地カードを（手札にあれば）出すことができるので、基本的にゲームが進むごとにより強力、大量に呪文が使用できるようになっていく。
《平地》、《島》、《沼》、《山》、《森》、《荒地》の基本土地と、特殊な用途がある基本土地でないカードがある。黎明期にはマナを生み出さない土地が存在したが、現在では基本方針としてマナを生み出す土地しか作られないようになっている。
呪文（Spell）カード
土地以外のカード。
自分のターンに、土地から生み出されるマナを支払うことにより手札から使用することができる。マナさえ余っていれば、何枚でも使用してもよい。
各呪文カードは白、青、黒、赤、緑に色分けされている。色はそれぞれ《平地》《島》《沼》《山》《森》の5種類の土地に対応しており、大抵の場合対応する土地から出るマナが必要となる。
また、通常は色を持たないアーティファクトカードや、複数の色を持つ多色（マルチカラー）カード、複数の色で使える混成（ハイブリッド）カード、カードの左右が独立した別々の色や効果を持っていて、状況に応じて使い分ける分割（スプリット）カードなども存在する。
呪文カードは、クリーチャー、アーティファクト、エンチャント、ソーサリー、インスタント、プレインズウォーカーに分類される。複数のタイプを持つカードもある。

クリーチャー（Creature）カード
「生物」の意。モンスターや人物などを表したカード。使用すると場札となり、戦闘での攻撃やブロック（迎撃）に使用できる。
アーティファクト（Artifact）カード
「人工物」の意。魔法の道具を表したカード。通常は色を持たないが、一部色を持つアーティファクトもある。使用すると場札となり、様々な効果を発揮する。
ゴーレムなど、アーティファクトでありながらクリーチャーでもあるカードも存在する（アーティファクト・クリーチャー）。
エンチャント（Enchant）カード
「呪い、加護」の意で、中国語版では「結界」と訳される。持続的に続く魔法を表したカード。使用すると場札となり、様々な効果を発揮する。
ゲーム全体に影響を及ぼす全体エンチャント（俗称）と、場札やプレイヤーに掛かるオーラ・エンチャントに加え、拡張セット未来予知にて先行収録されテーロスにて本格導入された神々の世界の住人を表すエンチャント・クリーチャーがある。神の武器であるエンチャント・アーティファクトが追加され4種類となった。
ソーサリー（Sorcery）カード
「魔術」の意。プレイヤーが直接詠唱する魔法を表したカード。使用後は場札にならずに捨て札となる。
インスタント（Instant）カード
「即時」の意。プレイヤーが直接詠唱する魔法を表したカード。使用後は場札にならずに捨て札となる。
他のカードとは違い、クリーチャーの戦闘中や、相手のターンでも使うことができる。その代わり、単体での性能はソーサリーに劣る。対戦相手の呪文や行動に対抗して使うのが最も一般的な使い方である。
プレインズウォーカー（Planeswalker）カード
「次元を渡り歩く者」の意。拡張セット、ローウィンから登場したタイプのカード。マジックの世界・ストーリー設定の根幹をなすものである。
プレイヤーの友軍。使用すると場札となり、プレイヤーの指示により強力な能力を発動できる。これが自軍の場札になると、以後相手プレイヤーはプレイヤーかプレインズウォーカーのどちらを狙って攻撃や呪文を仕掛けるかを選択することになる。自分のプレインズウォーカーへの攻撃も、自分への攻撃と同様に自軍のクリーチャーを使ってブロック（迎撃）することができる。
プレインズウォーカーにはそれぞれ忠誠度が設定されている。その能力の多くは使用することで忠誠度が上下する。忠誠度には上限はないが、プレインズウォーカーがダメージを受けると忠誠度が減っていき、忠誠度が0になると捨て札になる。
バトル(Battle)カード
「戦争」の意。拡張セット、機械兵団の進軍から登場したタイプのカード。
使用すると場札となり、同時にプレイヤー1人を守る者として設定する。プレイヤーは自分が守っていないバトルを攻撃でき、自分が守るバトルに対する攻撃をブロックすることができる。
バトルにはそれぞれ守備値が設定されている。バトルがダメージを受けると守備値が減っていき、0になるとバトル固有の能力が誘発するか、能力が誘発しない場合は単に捨て札となる。
初登場となる機械兵団の進軍のバトルは「自分のバトルに自分が攻撃する」「戦争に勝利する（＝守備値を0にする）と利益を得られる」というデザインになっている。

### 呪文カードの色

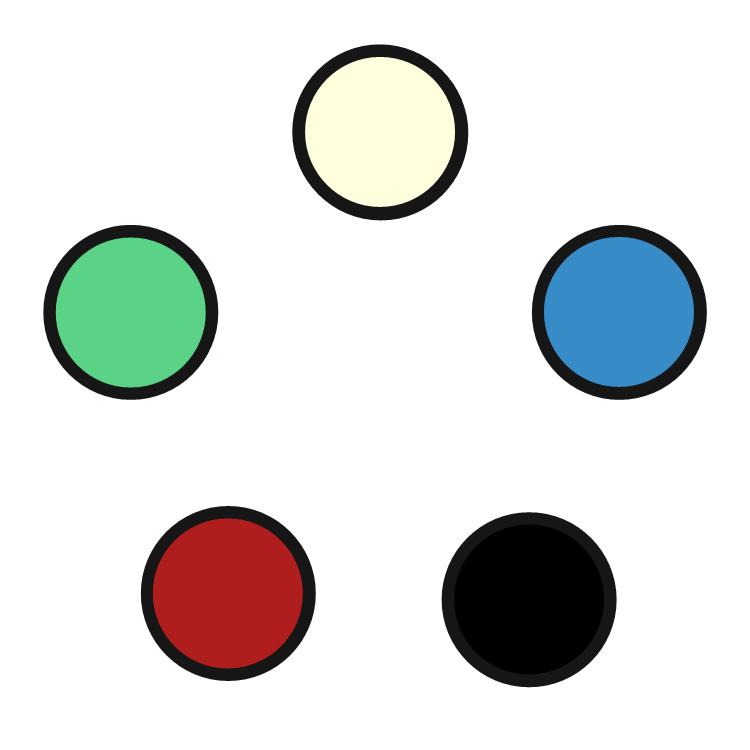
マジックの五色の配置

呪文カードは色（属性）ごとに特徴が異なり、どの色を主体にデッキを組むかで戦法に大きな違いが出てくる。また、これに土地カードと呪文カードのバランスの問題が絡んだジレンマが発生するようにゲームはデザインされている。
最も基本的なデッキの形は一つのデッキが一つの色と対応する土地のみで構成されているもの(単色デッキという)。この場合、呪文を使うための同じマナを出す土地ばかりなので、土地があまり手札に来ない、逆に土地ばかりが来るといった不利な展開(総じて「事故」と呼ばれる)はあるものの、土地と呪文カードの色がマッチしない「色事故」は起こりえない。しかし、色ごとに一長一短があるので弱点ができやすい。たとえば、黒には一度設置されたエンチャント、アーティファクトを除去する方法が希薄であったりする。
単色デッキがそういった特色がある一方、色が合わない方向で事故が起こりやすい2色以上の多色デッキでは様々な色のカードが使える。デッキの色の数を増やせば増やすほど構築の自由度が高まって多彩なカードを利用できるが、実際の試合での自由度は高まるどころか事故率が上がる為にむしろ狭まる。この普遍的なジレンマがゲームに存在している。
どの色にも、友好色と敵対色が設定されている。マジックのカードの裏面の模様は五芒星を暗示したものとなっており、どの色がどの色と友好関係（敵対関係）にあるかを図案化している。ある色に隣り合う2色は友好的、対辺の2色は敵対的とされている。それぞれの色は友好色を支援したり、敵対色の行動を阻害する傾向にある。ただし、ルール自体には友好色や敵対色についての特別の規定はない。かつての基本セットには大抵敵対2色を阻害するカードが収録されていたが、00年代以後はこの要素は強調されず、拡張セットラヴニカ・ギルドの都以降のセットでは、特定の2色ないし3色を1グループとし、それぞれのグループごとに特徴を持たせるというパターンも多くなるなど、友好・敵対の関係はかなり曖昧になっている。
以下に、ルールの詳細に立ち入らない範囲で各色の特徴の一部を述べる。
白
白は太陽のシンボルマークで表される。対応する土地は《平地/Plains》である。
正義・法・秩序・共同を体現する。家族や組織のような連帯を重要視するが、同時に宗教的な性格を持ちやすい。
理性的な青や生命を重んじる緑を友好色に持ち時には対立する両者の仲裁に入る。支配を拒む赤と自己本位な黒に敵対する。
この色の呪文は、自分のライフを増やす、ダメージを軽減するなど防御に優れている。小型クリーチャーには兵士や騎士が多く、コストに比して優秀なものが多いため大軍を組む戦略が得手。また大型のクリーチャーには天使などが存在する。また、中には《神の怒り》（場のクリーチャーを敵味方問わず、すべて捨て札にする）、《ハルマゲドン》（場の土地を敵味方問わず、全て捨て札にする）など、神の力を体現する（平等化する）かのような強力なカードも存在する。どんな種類のパーマネントでも対処できるカードがあるが、その分特化した最高効率の手段ではない事が多い。
他色と組み合わさった場合、青とは飛行、黒とはライフの操作、赤とは小兵による攻め、緑とは肉体の鍛錬などが共通の分野として挙げられる。

青
青は水滴のシンボルマークで表される。対応する土地は《島/Island》である。
思考・狡猾・知識・文明を司る。奸計を巡らせる・真理を追い求めるなど知性でアプローチする行動を好むが、それは表面的な善悪とは別次元で判断が下される事が多い。
秩序を重んじる白と、陰謀が得意な黒を友好色とし時には対立する両者の仲裁に入る。無秩序な赤や野性的な緑と敵対する。
この色の呪文は、カードを手札に戻す、カードを引く、相手の呪文を妨害する、相手のターンを飛ばす、ルールを一時的に変更するなど、トリッキーなものが多い。機械の扱いが得意なのでアーティファクトにも干渉したがる。頭脳戦を楽しめる色であるが故にプレイングやルールの熟知などの高度な技術が求められ、比較的上級者向けの色とも言われるが、開発部によると長年に渡って最もプレイヤー人気の高い色であるという事実もある。クリーチャーは飛行や相手にブロックされないなど「すり抜ける」イメージを得やすく、人魚（マーフォーク）などの水中の生き物、鳥などの空の生き物、姿を変化させるものが多い。干渉は得意だが、相手のカードを破壊して捨て札にさせる、という事が苦手である。
他色と組み合わさった場合、白とは行動抑制、黒とは山札削り、赤とは魔術の卓越、緑とは突然現れる脅威などが共通の分野になる。

黒
黒は髑髏のシンボルマークで表される。対応する土地は《沼/Swamp》である。
死・恐怖・犠牲・個人主義を性分とする。利己的であり、現実主義で、行動が倫理に縛られづらく、死を操作するのもその一環と言える。
狡猾な青と、破壊的な赤を友好色とし時には対立する両者の仲裁に入る。清廉を尊ぶ白や堅忍を尊ぶ緑と敵対する。
この色の呪文は、クリーチャーを倒したり相手の手札やライフを消耗させること、墓地のカードを利用することを得意とする。クリーチャーには、ゾンビや吸血鬼、デーモンなどがある。恐怖、死、腐敗を表現しており、強力な爆発力を持つ分、多くの代償（たとえば、自分のライフ）を必要とするリスキーなカードもある。墓地のカードを再利用することも得意であり、相手の消耗のさせやすさも合わせてカードの枚数差をつけていく戦略もある。クリーチャーなど「生きているもの」を除去する事に関しては申し分ないが、アーティファクトは破壊できない。エンチャント破壊もかなり希薄である。
他色と組み合わさった場合、白とはカードをゲームから追放させる事、青とは好きなカードを手札に入れる事、赤とは強力なクリーチャー除去、緑とは墓地の扱いなどが共通の分野である。

赤
赤は炎のシンボルマークで表される。対応する土地は《山/Mountain》である。
混沌・無秩序・衝動・憤怒を糧とする。反政府主義であり、自由を求めるが、乱暴である。衝動的である事からユーモア・愛情などの方面の生き様を見せる事もある。
強さを好む黒と、文明を嫌う緑を友好色とし時には対立する両者の仲裁に入る。論理的な青や保守的な白と敵対する。
この色の呪文は、火を直接飛ばしたりするから、攻撃力・ダメージ呪文に優れている。クリーチャーには、ゴブリンやオーガなどの亜人や、ドラゴンなどの攻撃力の高いものが多い。赤は炎や大地のイメージが強いが、中には雪崩といった氷を表現した物もある。これは雪崩がマナ発生源である山で起こるものという表現であり同じく雷のイメージも取り入れられている。またスチームパンク的な表現からアーティファクトの扱いも得意。他にも混沌をモチーフとした、ギャンブル要素が強いカードがあったり、相手を寝返らせたりするのも得意だったりとトリッキーな性質も持つ。破壊が好きなので、クリーチャーやアーティファクトや土地など、形あるものを壊すのは得意だが、概念に等しい存在であるエンチャントは破壊できない。
他色と組み合わさった場合、白とは装備品、青とはアーティファクトの扱い、黒とは味方の犠牲、緑とは瞬間的な剛力などが共通の分野になる。

緑
緑は木のシンボルマークで表される。対応する土地は《森/Forest》である。
生命・大地・アニミズム・伝統などを源とする。自然から与えられた役割に対して厳格で、生だけでなく死もそのサイクルの一環としてなら尊ぶ。
本能に忠実な赤と、共存を重んじる白を友好色とし時には対立する両者の仲裁に入る。文明を司る青や利己的な黒と敵対する。
この色の呪文は、クリーチャーの質・量ともに豊富で、クリーチャーを支援するカードやマナを生み出すカードが多い。クリーチャーは、類人猿、熊などの森の動物やエルフなどが多い。また、ビーストなどの巨大クリーチャーも多数存在する。その代わり飛行クリーチャーが少なく、制空権を取るのは苦手とする。大地の恵み、癒し、成長を表現する一方で、《ハリケーン》など自然の猛威を表現するカードもある。人工物や作為を嫌うがゆえにアーティファクトやエンチャントを破壊するカードも豊富だが、逆にクリーチャーを有無を言わさず除去するカードは苦手で、自分の持つ巨大クリーチャーを活かして格闘させたりなど間接的な手段しか持たない。
他色と組み合わさった場合、白とは繁殖する戦力、青とは強化値の操作、黒とは自分の山札を削る事、赤とは速攻戦術などが共通の分野になる。

無色
厳密には「色」ではないが、便宜上ここに記す。一部対応する土地として《荒地/Wastes》がある。
特定の色（属性）を持たないカードは、上述の五色のどれにも属さない「無色」のカードとして扱われる。具体的には土地や大抵のアーティファクトが無色カードである。無色カードは原則として特定のマナの色に依存や拘束されない反面、用途はごく限られる。カードの効果によって一時的に色を得たり、逆に色を持つカードが一時的に無色になったりすることもある。

## デッキタイプ
マジックに限らずトレーディングカードゲームでは、様々な種類のカードを組み合わせて自分のデッキを構築するが、その「デッキの組み方の定石」というものがいくつか存在する。
マジックの大会では基本的に、これまで発売されてきたすべてのカードが使用できるわけではない。例えば最もポピュラーな形式である「スタンダード」では、概ね最近1～2年の間に発売されたカードのなかから自分のデッキを構築することになる。
どのプレイヤーも勝利を狙ってくる大会では、その時期ごとに確実に「流行り」のデッキタイプがいくつか存在するのが常であり、どういったデッキが流行しているかを見極め、対応策を組み込むことも、勝利のための重要な要素といえる。TCGの世界ではこれをメタゲームと呼ぶ。
そのルール下であまりにも強力なデッキタイプが存在する場合、そのデッキは「トップメタ」とされ、徹底的に対策が練られたり、ゲームバランスを崩すほど深刻な事態を呈している場合は特定のカードが大会において使用禁止になる場合もある。したがって、マジックにおいては絶対的な最強というものは存在し得ない。
以下に、代表的なデッキタイプの区分を示す。
ビートダウン（Beatdown/Aggro）
クリーチャー・カードを中心に構成したデッキタイプ。クリーチャーによる直接攻撃で相手のライフを0にして勝つことを目的としている。
同じビートダウンの枠に入るデッキでも、小型クリーチャーを主体とした場合は「ウィニー（Weenie）」、赤の火力と緑の中型～大型クリーチャーを使う場合は「ステロイド（Steroid）」、中型のクリーチャーをある程度用意し、それを他のカードでサポートする「ミッドレンジ（Mid Range）」、小型クリーチャーに青の“打ち消し”呪文を加えた場合は「クロック・パーミッション（Clock Permission）」、エルフやゴブリンなど、特定のクリーチャータイプにテーマを絞って構成された場合は「部族 (Tribal)」、マナを出すクリーチャーや土地を高速で出す手段を多数組み込み、早いターンから超大型クリーチャーを呼び出す「マナランプ（Mana Ramp）」などと、主力をどこに置くかによって呼び分けられる。
デッキの構造がシンプルな場合が多く、力押しでゲームを進められることから、初心者でも使いやすいデッキタイプといえる。
コントロール（Control）
すぐにライフを狙いにいくのではなく、相手の行動を阻害し、場を制圧することを重視するデッキタイプ。
全体的な傾向としては長期戦向けで、デッキの組み方から戦略のノウハウまで使い手の技量が要求される上級者向けのデッキといえる。
青の“打ち消し”呪文を多数使う「パーミッション（Permission）」や、全体除去で有利な場を作らせず、相手が疲弊した所で1体のクリーチャーで倒しにかかる「ヘビーコントロール（Heavy Control）」が主なパターン。また下記のロックもコントロールの一部と言える。
コンボ（Combo）
複数のカードを組み合わせた相乗効果で、相手を撃破したり手詰まりにさせることを目的にしたデッキタイプ。中には、1ターンキル（初手1ターン目で対戦相手を倒すこと）や0ターンキル（自分のターンが来る前に対戦相手を倒すこと）が可能なデッキもある。
ロック（Lock）
コンボやコントロールから派生したデッキタイプ。相手プレイヤーの行動を禁止、制限するカードを中核としたデッキ。
青の“打ち消し”や白のダメージ軽減などで相手の動きを縛る物から、土地を破壊・タップ状態に制限する、手札に制限を与えるなどで相手のデッキを機能不全に陥らせる。
勝利手段も、相手のライフをゼロにするものだけではなく、デッキを全て消耗させるものや、特殊勝利条件カードを使うものなどバリエーションに富む。
バーン（Burn）
赤の直接ダメージを与えるカードを中心としたデッキタイプ。クリーチャーを一切投入しないノンクリーチャータイプも珍しくない。
性質上、攻撃一辺倒にも見えるが、デッキ構築から適切なクリーチャーの排除や火力配分など複雑な状況判断も必要になるプレイヤーの技量が問われるデッキでもある。
土地破壊（Land Destruction）
マジックにおいて最も重要なカードである土地を除去することに狙いを定めたデッキタイプ。
上のロックと共通点が多い。序盤から土地を除去することで相手の行動を封じ、態勢を立て直すまでの間に一気に勝負を決めるデッキと、戦況が有利になったところで土地を除去し、相手の反撃を封じるデッキとの2タイプに分かれ、前者はポンザ（Ponza）、後者は中核となるカードの名前からゲドン（《ハルマゲドン》）、ワイルドファイアなどと呼ばれる。
手札破壊（Hand Disruption/Hypnotizer）
黒の相手の手札を捨てさせるカードを中心に組んだデッキタイプ。相手の行動を封じ、態勢を立て直すまでの間に一気に勝負を決める。
その性質上、特定のカードに依存するコンボやロックに対して強く、手札を積極的に使用するウィニーやバーンに対しては弱い。

## 用語
マナ（Mana）
土地から生み出される“魔法の”エネルギー。
白、青、黒、赤、緑の色があるマナと、無色のマナがある。
呪文カードやカードの能力を使うために必要。
スタック（Stack）
使用を宣言された呪文が処理を待つ領域。
ある呪文に対抗して別の呪文を使った場合、2つの呪文はスタックに置かれ、後から使用されたほうの効果が先に処理される(「後入れ先出し」「先入れ後出し」)。基本セット第5版までのルールではリンボと呼ばれる領域が同じような働きをしていた。
コンピューター用語のスタックも参照の事。
ライブラリー（Library）
ゲーム中での残りの山札のことを指す。ライブラリーが残り0枚の状態のことをライブラリーアウトと呼び、この状態の時にカードを引かなくてはならないタイミングが来てしまった場合、負けとなる。
ただし、普通にゲームで遊んでいてライブラリーアウトになることはほとんどない。ライブラリーアウトを恐れてデッキ枚数を多くするよりも、なるべくデッキ枚数を少なくして切り札を引く確率を上げたほうがいい。これはライブラリーを追放しながらも望みのカードを手に入れることが出来る《Demonic Consultation》というカードの有用性からとられた「デモコン理論」という通称がある。
墓地（Graveyard）
捨て札置き場のこと。再利用が容易なため、デッキによっては手札よりもこちらが重要視される。
パーマネント（Permanent）
場札のこと。クリーチャー・カードなどは、それを手札からプレイする時は呪文扱いとなり（召喚しているイメージ）、使用後場に置かれるとパーマネントとなる。
トークン（Token）
他のカードの効果によって生み出された、カードでない場札のこと。トークンは場以外の領域（墓地や手札など）には存在できず、場を離れてしまった場合、消滅する。
オーナー（Owner）
カードの法律上の持ち主のこと。一般的な所有権を有する者。呪文や能力の効果により相手から奪ったカードでも、そのカードが場を離れる際（あるいはゲームが終了した際）にはオーナーに返さなくてはならない(めんこのようにゲーム中で奪ったものの現実の所有権が得られるわけではない。)。
伝説の（Legendary）カード
ストーリー上、特に重要な登場人物や地名などを表したカードには「伝説の」という特殊タイプが追記される。複数の同名の「伝説の」カードが場札になっている場合、プレイヤー毎に自分の場には1枚しか残せないという特別ルール（レジェンド・ルール）がある。その代わりにカード単体での効果は強力なものが多い。ストーリー上の同一人物であっても、カード名が違う物は何枚でも残せる。
拡張セットミラディン、ドラゴンの迷路のルール改訂を経ており、消滅・対消滅の仕組みが変更された。ミラディンまでの「レジェンド」というクリーチャー・タイプも、現在はオラクルの変更で特殊タイプ「伝説の」に置き換わっている。
かつては、プレインズウォーカー・カードに対してもプレインズウォーカー・ルールというルールが適用されていたが、イクサラン発売に伴うルール変更によりレジェンド・ルールと統合された。
氷雪（Snow）カード
拡張セットアイスエイジやコールドスナップでは氷雪土地が登場する。氷雪パーマネントから発生したマナは、一部の氷雪クリーチャーの能力などを使用するために使うことができる。ちなみにマジックにおける色は前述の5色のみであり、新たな色（雪色）が追加されたわけではない。
なお、リミテッド戦においては、氷雪土地カードは基本土地タイプのカードと違ってパックからしか入手できない。
追放領域 (Exile)
墓地とは異なり、基本的に再利用不可能な捨て場領域。こちらにカードが置かれる場合「このカードが死亡した時～をする」などの能力が誘発されないため、この領域にカードを移動させることは、最も強力な妨害方法となる。またカードの効果によって「一時的に追放し、能力の発動後に、このカードによって追放されたカードをライブラリーの下に置く」などのカードを保留しておく領域にも使われる他、一時的に追放し、特定のタイミングで場に復帰させるという、雲隠れ的なフレーバーを持つカードも存在する。

## ストーリー・ライン
一部のカードには、ゲームそのものには影響を及ぼさない、雰囲気付けのための文章（フレーバー・テキスト）が書かれていることがある。初版や黎明期には聖書やシェイクスピアなどの古典作品からの引用が多かったが、後にエキスパンションごとに小説が出版される等するようになると大部分オリジナルのものとなっていった。その一行一行に物語がこめられており、初心者プレイヤーにフレイバーテキストから物語を想像してほしいという意図がある。また、昔のセットには、アラビアンナイトや三国志演義を題材にしたものも存在する。
物語の大筋は、サイエンス・ファンタジー風の英雄譚である。基本的に物語はドミニアという多元宇宙空間で繰り広げられ、その中には多くの次元と繋がる多元宇宙の(ストーリー的な意味でも)中心であり豊富なマナを持つ「ドミナリア」、邪悪な機械文明に支配され堕落と疫病の蔓延する「ファイレクシア」、ファイレクシアの前線基地として人工的に作られた次元「ラース」、生物を含めあらゆる物が金属からなる「ミラディン」、万物に宿る「神」を崇める人々が暮らす日本風の次元「神河」などの様々な世界が存在する。それらの次元を舞台として、プレインズウォーカー（"次元を渡る者"の意）と呼ばれるものたちが激闘を繰り広げる。「アラーラの断片」以降は、カード化されたプレインズウォーカー達が話の中心となることが多くなった。
マジックのプレーヤー自身もプレインズ・ウォーカーという設定で、新たなエキスパンションが出るということは、新たな次元での戦いが始まるということでもある。定期的に発売される基本セットにはストーリーはなく、今までの物語のダイジェスト版といった位置づけである。

## 歴史
- 1991年、リチャード・ガーフィールドとピーター・アドキソンが出会う。ガーフィールドはペンシルベニア大学数学科大学院の寮生と共に開発に着手[7]。
- 1993年7月、アルファ版カード見本が完成し、オリジンズで初めてのデモ。8月、Gen Conで製品版を初めて発売。
- 1994年4月、【3ED】。この頃全米での流通網が確立。8月、Gen Conで初の世界選手権が開催され、Zak Dolanが優勝。このようにアメリカのゲーム業界を席巻した様子を日本のTRPG雑誌がレポートし、日本のゲーマーにも知られるようになる。ホビージャパンおよび角川書店が輸入頒布権の獲得に動く[8][9]。
- 1995年、【FEM】【4ED】【ICE】【CHR】【HML】の大量生産により在庫過多となりシングルカード市場の価格崩壊が起こる。特に低パワーの【FEM】【HML】、再録セットの【CHR】は既存のプレイヤー層に大変不評で、この対応策としてWotCは一部のカードを対象とした「再録禁止」制度を設ける事となった。ただし、この事態は日本を含む世界規模での流通確立に寄与した面もある。
- 1996年2月よりプロツアーが開催。ほぼ時期を同じくしてスタンダード(タイプ2)・ローテーション制が導入。
- 1996年4月、ホビージャパンが日本語版(【4ED】黒枠、【CHR】黒枠)を発売。11月、週刊少年ジャンプ連載の『遊☆戯☆王』がMtGをモチーフとした「マジック&ウィザーズ」のエピソードを掲載[10]。日本の小中学生へプレイヤー層が広がる。
- 1997年3月、【5ED】。この頃日本での販売量がピークを迎える。11月、並行輸入品(海外版パック)を扱う業者へ圧力をかけていたため、ホビージャパンが独占禁止法勧告を受ける[11]。海外版と日本語版パックの価格差は以後も存在し、最終的解消には00年代半ばまで掛かった。
- 1998年10月、「コンボの冬」によるゲームバランス崩壊。カード開発者のマーク・ローズウォーターはアドキソンの社長室へ呼び出しを受け、次の【MMQ】ブロックでのパワーダウンを招いた。
- 1999年8月、世界選手権が日本のパシフィコ横浜で開催(World Championships 1999)。アメリカ国外で初めて開催された世界選手権となる。
- 1999年9月、ハズブロがWotCを買収、親会社となる。
- 2001年6月、【APC】。対抗色ペインランドの封入により人気となるが、これ以後日本ではヒットが出ず、長期に渡って人気は低迷する。
- 2002年6月、デジタル版『MTGO』サービス開始。
- 2005年～2009年、「プレイヤー・オブ・ザ・イヤー」のタイトルをそれぞれ津村健志、八十岡翔太、齋藤友晴、中村修平、渡辺雄也が獲得。日本人プレイヤーが席巻する。
- 2005年2月、【BOK】。ホビージャパンの撤退が決定しタカラトミーへの業務移管が開始。2006年5月、【DIS】で移管完了。
- 2010年11月、齋藤友晴がチート行為により殿堂入り取り消し[12]。
- 2012年5月、【AVR】。タカラトミーも撤退し、WotC Japanが代理店となる。
- 2011年11月、モダン・フォーマットの制定。これを契機に翌2012年【RTR】(ショックランド再録)から2014年【KTK】(フェッチランド再録)、2015年【BFZ】(各種高額土地カードの特別封入)にかけて徐々に人気回復が起こるが、土地以外のフォーマット頻出カードは日本国内流通量の少なさからシングル価格が海外比で3割から5割程度高いという状況は改善されず、決定打とはならなかった。また、この頃には日本のプレイヤー層は完全に社会人が中心となっていた。
- 2011年、【CMD】。カジュアル・多人数対戦の統率者戦が公認フォーマットとなる。【C13】以後毎年構築済みセットが発売され、10年代後半には北米での人気No.1フォーマットの地位を確立。このため、スタンダードセットにも統率者戦を意識してデザインされたカードが多く混入されるようになった。一方、日本での人気獲得は進まず、20年代に入るまで長らくスタンダードが優勢であった。
- 2017年11月、デジタル版『MTGアリーナ』がサービス開始。以後プロ競技・賞金制度も徐々にこのプラットフォーム上で行われるものが主となっていく。
- 2019年4月、渡辺雄也がチート行為により殿堂入り剥奪[13]。
- 2019年10月、パイオニア・フォーマットの制定。当初『MTGアリーナ』では扱わないテーブルトップ独自フォーマットだったが、アリーナ実装カードがほぼパイオニアのカードプールを満たしたため、2025年5月にエクスプローラーが改名する形で共通フォーマット化した。
- 2019年10月【ELD】コレクター・ブースターの平行発売、2020年9月【ZNR】セット・ブースターの平行発売。2019年12月、MTGのサブブランドという扱いでシングルカード直販のSecret Lairが開始。フルアート、別アートやコラボ物等の特別仕様カードが登場。
- 2024年2月 【MKM】。ドラフト・ブースターとセット・ブースターが再統合され、プレイ・ブースターとなる。

## 発表されたセット
| 1993 | LEA, LEB, ARN, 2ED （日版無し）                                  |
| 1994 | 3ED, ATQ, LEG, DRK, FEM （日版無し）                             |
| 1995 | 4ED（→日1996）, ICE（日版無し）, CHR（→日1996）, HML（日版無し） |
| 1996 | ALL(日版無し), MIR                                               |
| 1997 | VIS, 5ED, WTH, TMP                                               |
| 1998 | STH, EXO, USG                                                    |
| 1999 | ULG, 6ED, UDS, MMQ                                               |
| 2000 | NEM, PCY, INV                                                    |
| 2001 | PLS, 7ED, APC, ODY                                               |
| 2002 | TOR, JUD, ONS                                                    |
| 2003 | LGN, SCG, 8ED（以後新枠）, MRD                                   |
| 2004 | DST, 5DN, CHK                                                    |
| 2005 | BOK, SOK, 9ED, RAV                                               |
| 2006 | GPT, DIS, CSP, TSP                                               |
| 2007 | PLC, FUT, 10E, LRW                                               |
| 2008 | MOR, SHM, EVE, ALA                                               |
| 2009 | CON, ARB, M10, ZEN                                               |
| 2010 | WWK, ROE, M11, SOM                                               |
| 2011 | MBS, NPH, M12, ISD                                               |
| 2012 | DKA, AVR, M13, RTR                                               |
| 2013 | DGM, GTC, M14, THS                                               |
| 2014 | BNG, JOU, M15（以後新々枠）, KTK                                 |
| 2015 | FRF, DTK, ORI, BFZ                                               |
| 2016 | OGW, SOI, EMN, KLD                                               |
| 2017 | AER, AKH, HOU, XLN                                               |
| 2018 | RIX, DOM, M19, GRN                                               |
| 2019 | RNA, WAR, M20, ELD                                               |
| 2020 | THB, IKO, M21, ZNR                                               |
| 2021 | KHM, STX, AFR, MID, VOW                                          |
| 2022 | NEO, SNC, DMU, BRO                                               |
| 2023 | ONE, MOM, MAT, WOE, LCI                                          |
| 2024 | MKM, OTJ, BLB, DSK ...                                           |

各セットの枚数は、絵違いの同カードも異なる種類としてカウントしてある。また【】内は英名/公式略称。以前は2文字であったが、レギオン発売時にレジェンドと一緒になってしまうため、3文字に拡張された。
各セットは以下の書式で解説される。
- セット名【原題/略称】（発売時期/入っているカードの種類数（基本土地を含む））
解説

### 基本セット
アルファ【Limited Edition Alpha/LEA】（1993年8月発売/全295種類）
限定版（初版）第一刷。世界初のトレーディングカードゲームとなったセット。15枚入りパック。6か月で売る予定だった100万枚が、わずか6週間で売り切れた。他のセットとカードの形が少し違う（角の部分が少し丸っこい）ため、使用時には不透明なスリーブに納めるか、アルファのカードのみで構築しなければならない。この時期はゲームとしての調整が十分になされておらず、パワー9をはじめとする一部の超強力カードと、その他多くの弱いカードの両極端というバランスの良くないセットだった。
ベータ【Limited Edition Beta/LEB】（1993年10月発売/全302種類）
限定版（初版）第二刷。アルファにカード7枚（入れ忘れていた2枚と、イラスト違いの基本土地5枚）を追加し、カードの形状を若干変えて発売。アルファとベータを合わせて「リミテッド・エディション」（Limited Edition、限定版の意味）と呼ぶ。一応【1ED】という略称もあるのだが、アルファとベータは価値的な意味で分けて扱われることが多いので使われることは滅多にない。
アンリミテッド 【Unlimited Edition/2ED】（1993年11月発売/全302種類）
限定解除版（第2版）。限定版だったベータを非限定版として発売したもので、カード内容はベータと同一。違いはカード表の外枠の色で、限定版であるベータは黒枠、限定解除版であるアンリミテッドでは白枠となっている。「アンリミテッド」は「非限定」の意味。
黒枠のカードは限定品を意味しており、以降のセットにおいても、上級エキスパンションやその言語で初めて発売される基本セットは黒枠で発売されている。
リバイズド【Revised Edition/3ED】（1994年4月発売/全306種類）
改訂版（第3版）。それまでに発売された拡張セットと併せて「基本」に相応しいカードのみを取捨選択、初めてカード内容の入れ替えを行った。日本に輸入され始める。「リバイズド」は「改定」の意味。
リバイズドと第4版の間にエドガー（Edger）もしくはSummer Magicと呼ばれる「改訂版リバイズド」が準備されていたが、印刷エラーが多発し途中で破棄された。しかし破棄を免れた極少数が手違いで販売されるてしまい、現在では高額で取引されるコレクターズ・アイテムとなっている。
第4版【4ED】（1995年4月発売/全378種類）
邦訳された最初の版。日本語版としては初版になるため、黒枠の限定版と白枠の限定解除版の二種類が発売された。限定版（黒枠）は海外からのプレイヤーに人気が高く、トレードの対象となった。後にリリースされた限定解除版（白枠）の印刷量は限定版（黒枠）のそれより少なくなっている。
クロニクル【CHR】（1995年9月発売/全125種類）
第4版の一部として発売。それまでに発売された拡張セットから、人気の高いカードを第4版に追加する形で発売された。再録対象セットはアラビアンナイト、アンティキティ、レジェンド、ザ・ダーク。日本語版は黒枠のみ発売された。
第5版【5ED】（1997年3月発売/全449種類）
一部のカードのイラストが変わる。第4版とクロニクルの補完という意味も含め、収録されているカードが最も多い。
第6版：クラシック【6ED】（1999年4月発売/全350種類）
発売時、大きくルールが変わった。特に煩雑なルールや誤解を招きやすいルールについて、大幅に簡便化された。日本語版ではカード名の書体が変更された。基本セットにもエキスパンションシンボルが付き、レアリティが判別できるようになった。また基本セットのカードにコレクターナンバーが付いたのもこのセットからである。初版の黒枠版が存在する。基本セットでは唯一のサブタイトルが付いているセット。
第7版【7ED】（2001年4月発売/全350種類）
全カードのイラストが変更された。基本セットでは初めて黒枠のフォイルカードが同梱されるようになった。ブースター1パックに1枚土地が同梱されるようになった。
第8版【8ED】（2003年7月発売/全357種類）
カードのデザインが一新された。またマジック10周年を記念して過去に登場した全ての拡張セットや入門セットから最低でも1枚は再録する方針を採った。そして第8版からは再録されるカードの1部やイラストなどをユーザーが選ぶ企画がスタートした。
第9版【9ED】（2005年7月発売/全359種類）
クリーチャー・タイプやエンチャント呪文の表記が大きく変更された。このセットからロシア語版が発売されるようになった。初の基本セットであるためロシア語版は黒枠となっている。事実上白枠で発売された最後のセットである。
第10版【10E】（2007年7月発売/全383種類）
伝説のクリーチャー・カードが初めて再録された。2008年のマジック生誕15周年を記念して黒枠で印刷された。
基本セット2010【Magic 2010 Core Set/M10】（2009年7月発売/全249種類）
名称が「第○版」から「基本セット（発売年の翌年）」という名称になり、基本セットの発売間隔が約2年から1年に変更された。このセット以降、基本セットも黒枠で発売されることとなる。
基本セットは過去のカードの再録で構成するという制限を廃止し、約半分のカードが新規で製作された。ただしそのうちの約半分はフレーバーを統一するため、同じ内容のカードを別名で収録した物となっている。
このセットの発売から、同時マリガンやマナバーンの廃止等、マジックの基本的なルールがいくつか変更された。
2008年から導入された神話レアが基本セットにも封入されるようになり、ローウィンブロックで初登場したプレインズウォーカー・カードが収録されている。
基本セット2011【Magic 2011 Core Set/M11】（2010年7月発売/全249種類）
基本セット2010と同様に約半数が新規カードである。また若干ルール変更が行われた。この年から過去のエキスパンションの能力をゲストとして再登場させる事となった。
基本セット2012【Magic 2012 Core Set/M12】（2011年7月発売/全249種類）
一部の能力がキーワード能力として制定された。また、ごく一部のルールがよりイメージに則した表現へと変更された。
基本セット2013【Magic 2013 Core Set/M13】（2012年7月発売/全249種類）
基本セットでありながら、前エキスパンションであるイニストラード・ブロックや後エキスパンションと予告されていたラヴニカへの回帰のフレーバーが取り込まれている。
直前に発売されたDuels of The Planeswalkers 2013に一部のカードが先行収録されており、同作のラスボスを務めた《プレインズウォーカー、ニコル・ボーラス》がその中でも目玉とされ、基本セット初の多色カードとして再収録された（初出はコンフラックス）。同時にリミテッドエディション・アルファから唯一収録され続けていた土地以外のカード《大蜘蛛/Giant Spider》がついに未収録となるなど、その他にも再収録されて当然というカードが次々と未収録となる。能力起動にカードと異なる色のマナを要求されるなど、今までの基本セットとは趣が異なるセットとなった。
基本セット2014【Magic 2014 Core Set/M14】（2013年7月発売/全249種類）
昨年とは異なり、《大蜘蛛/Giant Spider》を始めとした定番カードが組み込まれ、スタンダードなカードが多数収録された。基本セット2010から収録されていた2色土地やフェッチランドが収録されず、多色化は難しい。ゲスト能力にスリヴァーが選ばれたが、今までのスリヴァーとは違い、自分の場だけを参照するようになっている。
基本セット2010以来の大規模なルール変更が実施される。主な物はサイドボードとの入れ替えルールの変更とレジェンド&プレインズウォーカールールの変更。伝説のクリーチャーの対消滅やプレインズウォーカーの対消滅が出来なくなり、逆に攻撃不能オーラを使った疑似除去に対抗出来るようになるなど、デッキ構築レベルでの変更が期待される。
基本セット2015【Magic 2015 Core Set/M15】（2014年7月発売/全269枚）
基本セット初の新規多色カードとして緑黒の《捕食者ガラク》が収録となった、各単色にもプレインズウォーカーが収録されたため、M13同様にプレインズウォーカーカードは6枚収録となっている。予告画像やDuels of Plainswalkers 2015からガラクがフィーチャーされるとは前々から告知されていたが、基本セットで新規多色となったことには驚きがあった。
ゲストメカニズムはラヴニカ:ギルドの都より「召集」がチョイス、登場時は白緑のセレズニア固有メカニズムであったが、今回は5色に拡張された。同時にスリヴァーも再収録され、基本セット初の5色カードとして《巣主スリヴァー》が新規収録されている（今までの最多は3色の《プレインズウォーカー、ニコル・ボーラス》）。
基本セット2013の友好2色サイクルの対面側（M13では白→緑→赤→黒→青→白で、矢印の手前がカード色、奥が能力起動に必要なマナ。今作は白→青→黒→赤→緑→白）が制作されつつも、用意された多色地形は敵対2色の5枚サイクルと、次のセットを見据えてかミスマッチが起こっている。
Duelsのストーリーにあわせ、今作のコンセプトは次元大集合となっており、過去発売されたセットの次元に居た伝説のクリーチャーや、魂と呼ばれるその次元の特徴を持った巨大クリーチャーが登場している。
マジック・オリジン【Magic Origins/ORI】（2014年7月発売/全272枚）
最後の基本セットとして作られたセット。ただしこの方針は後に撤回され、新たな基本セットが作られている。
収録された5人のプレインズウォーカーの起源がテーマ。各プレインズウォーカーの故郷の次元5つと彼らが最初にプレインズウォークした次元5つ、合計10の次元が各2色に振り分けられている。
新規のメカニズムとして「高名」「威迫」「魔巧」が登場、同時にメカニズムの整理も行われ、「威嚇」「土地渡り」が退場し、「果敢」「占術」「威迫」が常用のメカニズムとなる。
また、プレインズウォーカーへの覚醒を表すメカニズムとしてイニストラードより「両面カード」が再登場。最初はクリーチャーだが条件を満たすことでプレインズウォーカーに「変身」する。
基本セット2019【Core Set 2019/M19】（2018年7月13日発売/全280+34枚）
基本セットを廃止したことによる問題が顕在化したため、方針を転換して復活した基本セット。
新規メカニズムや再録メカニズムは存在せず、常用のメカニズムのみ登場するなど「初心者向け」としての側面が強くなっている。
基本セット2020【Core Set 2020/M20】（2019年7月12日発売/全280+64枚）
初心者向けの方針を踏襲しつつ、チャンドラ・ナラーに焦点が当たっている。
基本セット2021【Core Set 2021/M21】（2020年7月3日発売/全274+123枚）
テフェリーに焦点が当たり、彼の時間魔術という設定で、フェイズ・アウトを扱うカードが再登場した。
ファウンデーションズ【Foundations/FDS】（2024年11月15日発売/全276+241枚）
マジックの新たな"基盤/Foundation"として作られたセット。スタンダードで使用可能な期間が他のセットより長く、登場時点で少なくとも2029年まで使用可能と明言されている。
新規メカニズムこそ登場しないが、開発部が「落葉樹」と呼ぶ半常用のメカニズムは多数登場している。

### 拡張セット
アラビアンナイト【Arabian Nights/ARN】（1993年12月発売/全92種類）
アラビアンナイトを基にした、ラバイア（Rabiah）と呼ばれる次元が舞台。
当初はカードの裏で基本セットとこのセットの違いが分かるようになっていたが、最終決定時刻数分前に同じ柄とされ、今後の方向性が決定されたセット。
アンティキティー【Antiquities/ATQ】（1994年3月発売/全100種類）
後のプレインズウォーカー、ウルザとミシュラがドミナリアで繰り広げた“兄弟戦争”がテーマ。アーティファクト関連のカードが多い。時代はAR0～64年。
レジェンド【Legends/LEG】（1994年6月発売/全310種類）
初めて伝説のカードが登場したセット。伝説のカードは全て多色ではあるが、カードパワーに問題がある物が多かった。
ザ・ダーク【The Dark/DRK】（1994年8月発売/全119種類）
兄弟戦争の後に訪れた暗黒時代がテーマ。時代はAR300年頃。墓地（捨て札）を利用するカードが多い。また、通常のカードセットとは逆に、アーティストが描いたイラストを元に効果や能力を設定したカードが多いのも特徴。
フォールンエンパイア【Fallen Empires/FEM】（1994年11月発売/全187種類）
暗黒時代と同時期に起きた南方のサーペイディア諸帝国の滅亡を描いたセット。時代はAR170年頃。
ホームランド【Homelands/HML】（1995年10月発売/全140種類）
次元ウルグローサを舞台にしたセット。時代はAR3800～4130年。公式で度々弱いセット、最弱セット候補と言われるが、感動的な背景ストーリーは人気が高い。
ブロック制度導入でアイスエイジ・ブロックの一つに組み込まれたが、コールドスナップの発売と同時にブロックから外され、単体の独立セットと定義しなおされた。
アイスエイジ【Ice Age/ICE】（1995年6月発売/全383種類）
基本セットなしでも遊べる最初の独立（スタンドアローン）型拡張セット。ドミナリアの氷河期が舞台。時代はAR450～2930年頃。
アライアンス【Alliances/ALL】（1996年6月発売/全144種類）
氷河期末期の各勢力が同盟し合っていた頃のドミナリアが舞台のセット。時代はAR2950年頃。
コールドスナップ【Coldsnap/CSP】（2006年7月21日発売/全155種類）
アライアンスのその後を描いたセット。アイスエイジ・アライアンスとの共通性に乏しいホームランドに代わるセットとして、アライアンスから10年後に発売された。過去のブロックではあるが、基本セット第8版以降のデザイン（通称新枠）が採用されており、モダンでの使用も可能。
このセットに含まれるテーマデッキではアイスエイジ・アライアンスに含まれていたカードが、新枠にて再録されているが、コールドスナップのカードでなく、アイスエイジ・アライアンスのカードと見なされるため、モダンでの使用は不可となっている。
小型エキスパンションではあるが、リミテッド戦では、他の2つのブースター・パックが入手困難なため、コールドスナップのみで行われる。

ミラージュ【Mirage/MIR】（1996年10月発売/全350種類）
南方の世界が舞台。時代はAR4150～4196年。2番目の独立型拡張セット。以降、独立型拡張セット1つ+小型拡張セット2つを、共通する1つのテーマを持つ「ブロック」とみなし、1年周期で発売する形式が確立。このセットから邦訳されるようになった。
ビジョンズ【Visions/VIS】（1997年3月発売/全167種類）
南方の大陸、ジャムーラで起こった戦乱が題材になっている。時代はAR4150～4196年。
ウェザーライト【Weatherlight/WTH】（1997年6月発売/全167種類）
今まで登場したドミナリアの各地域をめぐるセット。元々はミラージュとビジョンズで、アイスエイジとアライアンスのような前後編制としていたが、3エキスパンションを1つのブロックとして扱う制度が誕生したため急遽ミラージュ・ブロックに組み込まれた。そのためストーリー的にはミラージュ・ブロックの最後ではなく、アポカリプスまで続くウェザーライト・サーガの序章となっている。時代はAR4204年。

テンペスト【Tempest/TMP】（1997年10月発売/全350種類）
ウェザーライト号が人工次元ラースへ突入する話が題材になっている。時代はAR4205年。
ストロングホールド【Stronghold/STH】（1998年2月発売/全143種類）
ウェザーライト号一行のラースでの戦いがテーマ。時代はAR4205年。史上初の5色のカード、《スリヴァーの女王》が登場した。
エクソダス【Exodus/EXO】（1998年6月発売/全143種類）
ウェザーライト号のラース脱出が題材。時代はAR4205年。金・銀・黒と色のエキスパンションシンボルでレアリティが判別できるようになり、コレクター・ナンバーが付くようになった。

ウルザズ・サーガ【Urza's Saga/USG】（1998年10月発売/全350種類）
その名通り兄弟戦争後のウルザの半生をつづった「ウルザブロック」の第1弾。時代はAR65～3346年。全エキスパンション中でも特に強力な部類に入り、禁止カードが続出した。日本語版の字体が唐風隷書体になった。
ウルザズ・レガシー【Urza's Legacy\ULG】（1999年2月発売/全143種類）
「ウルザブロック」第2弾。時代はAR3346～3360年。一定の割合でプレミアムカードが封入されるようになったのはこのセットから。
ウルザズ・デスティニー【Urza's Destiny/UDS】（1999年6月発売/全143種類）
「ウルザブロック」完結編である第3弾。時代はAR3360～4179年。クリーチャー表記が“～の召喚”から“クリーチャー－～”に変更された。
禁止カードが多いエキスパンションとして有名。

メルカディアン・マスクス【Mercadian Masques/MMQ】（1999年10月発売/全350種類）
ラースを脱したウェザーライト号が訪れたメルカディア地方が舞台。時代はAR4205年。スペルシェイパーが登場。リシャーダの港によるマナ拘束が強烈だったため、多色デッキがほぼ絶滅に追い込まれた。
ネメシス【Nemesis/NEM】（2000年2月発売/全143種類）
ウェザーライト号が脱出した後のラースが舞台。時代はAR4205年。初めて小型エキスパンションにて新たな能力を持つカードが収録された。
プロフェシー【Prophecy/PCY】（2000年6月発売/全143種類）
ウェザーライト号がラースに向かった頃から脱出した頃のドミナリアが舞台。時代はAR4205年。カードレベルが極端に低く、紙束の代名詞として有名。

インベイジョン【Invasion/INV】（2000年10月4日発売/全350種類）
ファイレクシア軍によるドミナリア侵攻が始まり、ドミナリアではそれに対抗するために連合軍が結成される。時代はAR4205年。このブロックからセットごとのコンセプトが明確に示されるようになった。インベイジョン・ブロックでは異色間の連携がコンセプトとなる。多色呪文や自分が持つ土地の種類を参照するカードが登場し、多色化の時代を迎えた。
プレーンシフト【Planeshift/PLS】（2001年2月7日発売/全143種類）
ファイレクシア軍が、自分達が住む世界「ラース」を「ドミナリア」に衝突させる次元被覆計画を発動。時代はAR4205年。場に出る時に自分の場札を次元の挟間に巻き込み、手札に戻す「開門」能力や、追加で別の色のマナを支払うと追加効果が得られるカードが登場。
アポカリプス【Apocalypse/APC】（2001年6月6日発売/全143種類）
敵対色がテーマとなり、久しぶりに敵対色の多色呪文が登場。ウェザーライト・サーガもここで一旦終焉を迎える。時代はAR4205年。

オデッセイ【Odyssey/ODY】（2001年10月1日発売/全350種類）
アポカリプスから約100年後のドミナリアが舞台。「フラッシュバック」呪文や「スレッショルド」など、墓地のカードを活用するシステムが数多く登場。
トーメント【Torment/TOR】（2002年2月1日発売/全143種類）
黒のカードが極めて多く、白と緑のカードが極端に少ないエキスパンション。
ジャッジメント【Judgment/JUD】（2002年5月24日発売/全143種類）
トーメントとは逆に白と緑のカードが多く、黒のカードが少ないエキスパンション。

オンスロート【Onslaught/ONS】（2002年10月5日発売/全350種類）
これまでにないほどクリーチャー・タイプを意識したエキスパンション。また裏向きで登場する「変異」クリーチャーも登場。
レギオン【Legions/LGN】（2003年2月1日発売/全145種類）
クリーチャーしか入っていないエキスパンション。誘発型能力によりインスタント呪文のような効果を発揮するクリーチャーが多い。フォイルカードの封入率が1/100から1/70に変更された。翻訳文体が口語風に小変更された。
スカージ【Scourge/SCG】（2003年5月24日発売/全143種類）
ドラゴンなど、コストが高い呪文に関するカードを多く収録。またヴィンテージ環境を荒らした「ストーム」呪文も登場。これ以降、舞台はドミナリアを離れる。

ミラディン【Mirrodin/MRD】（2003年10月3日発売/全306種類）
金属生命体とアーティファクトが棲む金属世界、ミラディンが舞台。カードのレイアウトが大幅に変更され、クリーチャーの種族等も再分類された。パッケージのロゴが英字から片仮名に変更。このエキスパンションから、第1エキスパンションが舞台となる次元の名前になった（ただし時のらせんのみ事件名）。
アーティファクトがテーマのセットで、非常に多くのアーティファクト・カードが収録された。そうでないカードもほとんどがアーティファクトに関連する効果を持つ。
史上最多の禁止カードを生み出したエキスパンションでもある。
ダークスティール【Darksteel/DST】（2004年2月6日発売/全165種類）
ダークスティールという金属で作られた「破壊されない」アーティファクトが登場。
ミラディンから変更されたカードレイアウトにて、アーティファクトの銀色が白のカードと間違えやすいため、若干暗い色へと変更された。
フィフス・ドーン【Fifth Dawn/5DN】（2004年6月4日発売/全165種類）
緑の太陽の封印が解け、ミラディンに五つの人工太陽が揃った。五色デッキで使うことを推奨するカードが多い。

神河物語【Champions of Kamigawa/CHK】（2004年10月1日発売/全306種類）
神と人とが調和する『もののけ姫』のような中世日本風の世界、神河が舞台。開発部も「多くの日本の映画を参考にさせてもらった」と明言しており、その中に『もののけ姫』の名前も挙がっていた。
テーマは「伝説」。事実、数多くのレジェンド・（伝説の）クリーチャーが封入され、レジェンド・ルールの変更が行われた。多くのカードが日本の民間伝承を元に作られており、「神」の名を冠したクリーチャーが多いのも特徴。新能力として「武士道」「転生」「反転」「連繋（秘儀）」が登場した。
フレイバー要素を重視したトップデザイン手法をブロック全体に適用した初めてのセットである。メカニズムがこじつけめいたものになったことや、デザインの基礎部分に多くのプレイヤーに馴染みのない要素を使用したため不評となった。デザイン面で失敗と評価され、しばらくの間、メカニズム重視のデザインが続いた。後に、ゴシックホラーをテーマとするイニストラードブロックや、ギリシア神話をテーマとするテーロスブロックで神河物語の反省を生かしたトップデザインが行われた。
神河謀叛【Betrayers of Kamigawa/BOK】（2005年2月4日発売/全165種類）
浪人梅澤敏郎達の活躍によって、神々が人々に牙を剥いた原因が明らかになる。神河の最高神「大口縄（オオカガチ）」の卵が、不老不死の力を欲する人間によって奪われた事がその発端だった。
新能力「忍術」を持つ忍者カードが登場。また神河物語に引き続きスピリット（八百万の神）カードも多く登場した。
神河救済【Saviors of Kamigawa/SOK】（2005年6月3日発売/全165種類）
自分の場札を手札に戻す能力や、手札の枚数を参照するカードが多数登場。全カード中75枚が伝説のカードと、全エキスパンション中最多の伝説率である。

ラヴニカ：ギルドの都【Ravnica： City of Guilds/RAV】（2005年10月7日発売/全306種類）
10のギルドが支配する、世界全体が都市に覆われたラヴニカが舞台。
2色の組み合わせによる多色がテーマで、このセットでは緑白、青黒、赤白、黒緑のカードを収録。残りの組み合わせは次の2つのセットで登場。マジックの大会においてはインベイジョン以来となる多色時代が訪れた。
今まで友好色、対抗色と区別されていた色の組み合わせを廃し、どの2色も等しく扱うというコンセプトのため、これ以前の環境の補助に役立った。
またこのセットでは、新しい多色カードの形式として混成カードが初登場した。緑白の混成カードは緑と白の両方の属性を持ち、緑のデッキでも白のデッキでも使う事ができる。
2色を1つのギルドとし、そのギルドごとに能力を割り振ったため、エキスパンションをまたいで収録されるキーワード能力が存在しないのが特徴。
ギルドパクト【Guildpact/GPT】（2006年2月3日発売/全165種類）
青赤、赤緑、白黒のカードを収録。前作から12年後のラヴニカが舞台。初の4色サイクル、ネフィリムも登場。
ディセンション【Dissension/DIS】（2006年5月5日発売/全180種類）
白青、黒赤、緑青のカードを収録。両方の半分が多色のカードである分割カードが登場。発売元がタカラトミーとなる最初のエキスパンションでもある。

時のらせん（タイム・スパイラル）【Time Spiral/TSP】（2006年10月6日発売/全301種類)
長年にわたるプレインズウォーカー（プレイヤーも含む）たちの魔法乱用の影響を受け、ついに時空が歪み始めてしまったドミナリアが舞台。テーマである「時間」に関する新能力（待機、刹那）や、過去に登場したことがあるキーワード能力が再登場したり、過去のストーリーに登場しながらも今までカード化されなかった人物がカード化された。あまりにキーワード能力が多いので初心者が手をつけるには少々厄介な側面もある。
また、過去からのタイムシフト・カードが1パックにつき1枚同封されている。
次元の混乱（プレナー・カオス）【Planar Chaos/PLC】（2007年2月2日発売/全165種類）
多元世界の混乱は止まらず、ドミナリア自体が、異なる歴史をたどった別のドミナリア（パラレルワールド）と融合してしまう。
色の得意分野から外れた能力を持つカードが多く、「もう一つのマジック」という感覚で楽しむことができる。
未来予知（フューチャー・サイト）【Future Sight/FUT】（2007年5月4日発売/全180種類）
ドミナリアの各所で“可能性の未来”が顕現し始めた。次元崩壊の進行をくい止めるために多くのプレインズウォーカーが命を落とす。
テーマは「未来」。今後発売予定のセットで登場する（かもしれない）新しい能力や、まだ見ぬ世界の地名を冠したカードが登場。
タイムシフト【Time Shifted/TSB】（時のらせん、次元の混乱、未来予知に同封）
時のらせんでは、アルファ～スカージまでに登場したカードを再収録。時のらせん1パックにつき1枚封入されている。カード・デザインも昔のものを再現。レアリティを表すエキスパンションシンボルの色は紫。全121種類。
次元の混乱では、かつて登場したカードを別の色に属するカードとして復刻した、新タイムシフトカードを収録。新タイムシフトは1パックにコモン3枚、アンコモンかレアが1枚入っており、カードデザインも従来のものとは異なる。パック全体としては1枚のレア、2枚のアンコモン、8枚のコモン、4枚の新タイムシフトカードを収録。全45種類。次元の混乱の全165種類に含まれる。
未来予知では、今後発売予定のセットで扱う（扱うかもしれない）新しい能力を持ったカードが登場。カードデザインも従来のものとは大分異なる。全81種類。未来予知の全180種類に含まれ、他のカードと同じ頻度で入っている。

ローウィン【Lorwyn/LRW】（2007年10月12日発売/全301種類）
エルフやゴブリン、マーフォークなど、多彩な種族が住むおとぎ話のような世界、ローウィン。特定のクリーチャー・タイプに属する「部族」カードや、「プレインズウォーカー」カードが収録された。ローウィン・ブロックと次のブロックはカードセットが2つしか出ない。リミテッドでは1ブロック2エキスパンションで行われるが、スタンダードのローテーションやブロック構築では2つのブロック、4エキスパンションをまとめて1つの大きなブロックとして扱われる。
新カードとして、プレインズウォーカー・カードが登場。《チャンドラ・ナラー》や《ジェイス・ベレレン》など、今後のエキスパンションの主要登場人物となる予定の5人がカード化された。このエキスパンションのみプレインズ・ウォーカーはレア枠での収録である。
モーニングタイド【Morningtide/MOR】（2008年2月1日発売/全150種類）
ローウィンの命運を賭け、はぐれエルフのライズたちが活躍する。ローウィンとは違い、種族ではなく職業系のクリーチャー・タイプ（騎士、ウィザード等）に焦点が当たっている。レアリティ配分がやや変則的で、次のセットの発売時期やカード種類数の関係からカード種類数も少なめ。

シャドウムーア【Shadowmoor/SHM】（2008年5月2日発売/全301種類）
メルヘンチックなローウィンとは対照的に、ゴシックホラー調のセット。
邪悪なオーロラの影響により、闇の世界へと変貌してしまったローウィンが舞台。ほとんどの生き物は世界がローウィンだった頃の記憶を失い、永遠の夜の下を駆けずり回っている。
今までのセットの裏返しがテーマ。今度は「部族」ではなく「色」に焦点が当たっている。また、今までのセットで見られたような多色カードが存在せず、代わりに混成カードが多く存在する。タップ・シンボルの裏返しである“アンタップ・シンボル”が初登場した。
イーブンタイド【Eventide/EVE】（2008年7月15日発売/全180種類）
シャドウムーアの闇はますます深くなり、さらに奇怪な怪物たちが次々と出現していく。対抗色（敵対色）の組み合わせの混成カードが多く存在。
シャドウムーア・ブロックは混成カードの可能性を追求したブロックで、“二色デッキか単色デッキで”高い効果を発揮できるカードが多い。

アラーラの断片【Shards of Alara/ALA】（2008年10月3日発売/全249種類）
数千年前に5つの“断片”に分かれてしまったアラーラ次元群が舞台。バント、エスパー、グリクシス、ジャンド、そしてナヤ……それぞれの“色”の友好な2つの“色”が残り、敵対した2つの“色”が欠如した5つの世界が織りなす、新たな物語が幕を開ける。「多色」がテーマであり、3色の組み合わせを推奨している。
プレイヤーやコレクターなどからの意見を受けて、製品の販売形態が大きく変わり、 このシリーズから、今までの「テーマデッキ」の代わりに「エントリーセット」が同時発売され、入門セットの役割も兼ねるようになる。
また、コモン、アンコモン、レアに続く新たなレア度として、「神話レア（Mythic Rare）」が登場する。8パックに1つの確率で、レアと置き換わる形で入っている（ただし、神話レアは種類が少ない分レアよりも多く印刷されるので、実際の希少価値はレアの2倍程度となる）。単に強いカードが神話レアに分類されるわけではなく、MtG世界の物語において重要な役割を占める人物や魔法などのカードが神話レアに分類される。これ以降プレインズ・ウォーカーは必ず神話レアでの収録となっている。
セットに含まれるカードの種類が従来よりも大幅に減っている。これは前の2年間であまりにも多くのカードを出しすぎた反動と思われる。
コンフラックス【Conflux/CON】（2009年2月6日発売/全145種類）
5つに分かれていた断片が再び融合したアラーラの世界が舞台。
今までの断片のテーマに沿ったカードや複数の断片をハイブリッドしたようなカードの他、自分がどれだけの種類の基本土地を持っているかを参照する「版図」と呼ばれる能力がインベイジョン・ブロック以来再登場した。
アラーラ再誕【Alara Reborn/ARB】（2009年4月30日発売/全145種類）
すべてのカード、アーティファクトですら例外無く多色（金色）という異色のセット。ラヴニカブロックやシャドウムーアブロックに引き続き混成マナを持つカードが収録された。

ゼンディカー【Zendikar/ZEN】（2009年10月2日発売/全249種類）
地殻変動が絶えない次元、ゼンディカーが舞台。種族を超えて同盟者達が協力し、ゼンディカーの財宝を求めて冒険する。探検・冒険といったコンセプトから、「探索」カードや、同盟者達を待ち構える罠カードが登場する。
土地がテーマであり、オンスロートブロックにあったフェッチランドの対抗色版が登場したり、土地を出すことによって特定の効果を発動させる「上陸」、マナを出す以外に能力を持つ土地が多く入っている。また、インベイジョンブロックで初登場した「キッカー」が再登場している。
初回生産分のブースターパックには、今では絶版となっており古いエキスパンションに収録されていた強力で貴重なカードが、非常に低い確率で同梱されていた。これらのカードはゼンディカー世界に眠る古の財宝に見立てて「トレジャーカード」と呼ばれている。この情報はWoCの公式文章上でも発表されており、都市伝説ではない。それによればトレジャー・カードは再版ではなく、製作会社が市場に出回っていたコレクター的な価値が高いカードを買い取ったものである。このエキスパンションのためにリミテッド戦のルールに「そのエキスパンションのカードのみ使用できる」というルールが追加された。
ワールドウェイク【Worldwake/WWK】（2010年2月5日発売/全145種類）
舞台は同じくゼンディカー。クリーチャーに変化する土地や、キッカーを拡張した「多重キッカー」という能力が登場した。
超強力カード「精神を刻む者、ジェイス」「石鍛冶の神秘家」が収録されたセットだが、この2枚はのちに禁止された。
エルドラージ覚醒【Rise of the Eldrazi/ROE】（2010年4月23日発売/全248種類）
ゼンディカーの遺跡に封印されていた多元宇宙の旧神、エルドラージが復活した後のゼンディカーが舞台。
重いコストと派手な効果、能力を持つ無色の種族「エルドラージ」と、生け贄に捧げる事でエルドラージの多大な召喚コストを支払うためのマナに変化する「落とし子」が登場した。また、RPGのように段階的に強くなる「レベルアップ・クリーチャー」も登場した。新キーワード能力として「Lvアップ」「族霊鎧」「反復」が登場した。
ゼンディカーの拡張セットとして作られたが、カード収録枚数はゼンディカーと同じで、基本土地カードも新イラストのものが描きおろされ、新たな時代が急激に始まったことを強調している。リミテッドでもゼンディカー/ワールドウェイクのカードを使わずに、エルドラージ覚醒のみで行われる。そのためカードセットとして共通のメカニズムなどが収録されず、ゼンディカーやワールドウェイクとのつながりは薄い。

ミラディンの傷跡【Scars of Mirrodin/SOM】（2010年10月1日発売/全249種類）
ファイレクシアの残党によるミラディン世界の侵略が描かれる。システム、世界観ともにミラディン・ブロックを引き継ぎ、アーティファクト・カードやそれに関するカードが多い。
新メカニズムとして、一定数のアーティファクトをコントロールしていると発動する「金属術」（ミラディン陣営）、通常の方法では治療不可能なダメージを与える「感染」（ファイレクシア陣営）や、毒カウンターなどを増加させる「増殖」（ファイレクシア陣営）という能力が登場した。ミラディン・ブロックから多くのカードが再録されており、キーワード能力の「刻印」（ミラディン陣営）も復刻している。
基本土地カード以外のほとんどのカードの文章欄に、陣営を表すシンボルが透かし状に記されている。
ミラディン包囲戦【Mirrodin Besieged/MBS】（2011年2月4日発売/全155種類）
ミラディン陣営とファイレクシア陣営の戦いが本格化。ミラディンの地下深くでは、ミラディンの創造主である銀のゴーレム、カーンの洗脳がファイレクシア軍により進められる。新キーワード能力として「喊声」（ミラディン陣営）や「生体武器」（ファイレクシア陣営）が登場した。
新たなるファイレクシア【New Phyrexia/NPH】（2011年5月13日発売/全175種類）
ミラディンの戦いはファイレクシア陣営の勝利に終わった。ミラディンの住民達は次々に捉えられ、ファイレクシアの生物として改造されてゆく。それを象徴するようにミラディン陣営のカードは各色に3～4枚、特にファイレクシアの色とされた黒には1枚も存在しない。
新メカニズムとして、「ファイレクシア・マナ・シンボル」が登場した。システム的には混成マナ・シンボルと似ていて、色マナかライフのいずれかで支払う事ができる。このシステムは色の役割を簡単に逸脱させた事で、後々スタンダード環境を破壊してしまった。
清純なるミラディン【Mirrodin Pure/MPU】（非実在エキスパンション）
ミラディン包囲戦の結果はまだ出ていないとされたため、新たなるファイレクシアと同時に発表され、次の新セットはどちらか片方が出ると予告された。そのためパッケージ画像も両方用意されたが、公式のカードプレビューが始まる前に、ライターに渡されたカードリストが流出してしまう事件が起き、ストーリーを紹介する前に、新セットが新たなるファイレクシアと確定してしまう事件が起こってしまった。

イニストラード【Innistrad/ISD】（2011年9月30日発売/全264種類）
ゴシックホラーを基調としたエキスパンション。ザ・ダークのようにイメージを先行させ後からカードを作るスタイルのため、色の役割が意図的に崩されている部分もある。4種類の怪物と、それに怯える人間がそれぞれ2色の組み合わせで再現され、それぞれの種族ごとに墓地をどう扱うかというアングルで、イメージ・墓地・2色による種族表現という3つのテーマで構成されている。
　イメージ先行のため、西欧の宗教では忌み数とされている13を積極的に取り入れている。そしてイニストラード・ブロック全体のカード総数が666種類になっており、これも西洋の宗教では悪魔を意味する忌み数となっている。
トレーディングカードゲームとしては異例の両面カードがデュエル・マスターズより逆輸入された。両面カードの代わりに使うチェックリストカードが土地の枠に入るため、基本土地が各種3種類と1枚少ない。
闇の隆盛【Dark Ascension/DKA】（2012年2月3日発売/全158種類）
天使アヴァシン不在で衰退する人間、繁栄する怪物。その世界の中にイニストラード生みの親、ソリン・マルコフが帰還する。
前回に引き続き両面カードが収録。表と裏でクリーチャータイプの異なる物や、裏返した際に能力が誘発するカードが登場。基本土地は新規デザインの物が収録されなかった。
アヴァシンの帰還【Avacyn Restored/AVR】（2012年5月4日発売/全244種類）
捕らわれたアヴァシンの開放と人間の逆襲、魔物の衰退がテーマ。フレーバー重視で黒vs他の4色という形で作られ、黒のカードパワーが若干弱めとなっている。
イニストラード、闇の隆盛で採用された両面カードや、2色の組み合わせによる部族の表現、墓地利用などのメカニズムが採用されず、システム的な繋がりは若干薄れている。またエルドラージ覚醒同様にリミテッドではアヴァシンの帰還単独で行われる。
これ以降窓口がウィザーズ日本支社に統一された。

ラヴニカへの回帰【Return to Ravnica/RTR】（2012年10月5日発売/全274種類）
人気であったラヴニカブロックの続編、ギルドパクトが破られた後のラヴニカが描かれている。ラヴニカブロックの続編ながらプレイ感覚を変えるため、容易に3色目を加えにくいカード構成になっている。
旧ラヴニカブロックからの登場クリーチャーやカードサイクルが含まれている一方、ギルドごとに固有のメカニズムが新登場した。収録ギルドはセレズニア議事会（白緑）、イゼット団（青赤）、ゴルガリ団（緑黒）、ラグドス教団（赤黒）、アゾリウス評議会（白青）の5つ。カード枚数は平等に近いが、緑白の多色カードのみ、他多色カードに比べるとレアが1枚少ない（代わりに緑白のみクリーチャー化するレア土地が存在する）。
また基本土地が各種5枚と他のブロックより1枚多く、その増えた1枚はラヴニカ・ギルドの都からの再録となっている。
ギルド門侵犯【Gatecrash/GTC】（2013年2月1日発売/全249種類）
ラヴニカへの回帰に収録されなかった残りの5ギルド、オルゾフ組（白黒）、ディミーア家（青黒）、グルール一族（赤緑）、ボロス軍（赤白）、シミック連合（緑青）が収録される。
今までエキスパンションの1つ目と3つ目が収録250枚級の大型エキスパンションというのはあったが、2つ目が大型となるのは史上初。大型エキスパンションのため、リミテッド戦ではこのエキスパンション単独で行われる。カードの枚数はラヴニカへの回帰より少なくなっているが、これは新規の基本土地が書き下ろされなかっただけであり、基本土地25枚を除いた枚数は共通である。
ドラゴンの迷路【Dragon's Maze/DRM】（2013年5月3日発売/全156種類）
イゼットのギルドマスター、ニヴ・ミゼットは、ラヴニカの都市を流れるマナの流れを発見する。この流れは各ギルドの本拠地を通り、あるところへ向かっていた。この謎を解くために、各ギルドで選ばれた迷路走者がその流れを追う。
10ギルドが一同に揃うブロック最終エキスパンション。シールド・リミテッドでは各エキスパンション2パックずつ、ブースター・ドラフトでは3つのエキスパンションを1パックずつ使って行われる。大型エキスパンションを同時に使うのは今回が初となった。大型エキスパンション2つの色が完全にズレているため、1色を軸とし、他の2色を適宜振り分けていく3色デッキがメインとなる。
基本土地の代わりに前2つのエキスパンションに収録された特殊土地、もしくは新規の特殊土地が封入される。ショックランドがラヴニカへの回帰とギルド門侵犯から再録されているが、ゼンディカーのトレジャー・カードとは違いデッキに投入可能とされた。
旧ラヴニカブロックにも投入された分割カードが条件付きで、両方の面を唱えられる融合カードとして登場。10のクランを象徴する10色サイクルが多数取り入れられている。

テーロス【Theros/THS】（2013年9月27日発売/全249種類）
生者の住む世界、そして神々の世界ニクスからなる次元テーロスを舞台に繰り広げられる物語。主要テーマはエンチャントと神々、英雄、怪物の物語としてのギリシア神話。成長した英雄が強大な怪物を打ち倒す物語の表現するため、特定条件で繰り返し強化される英雄的能力や、一度だけだが大きく強化される怪物化能力が登場した。また、神々の影響として多くのエンチャントがデザインされた。未来予知のタイムシフト枠に1枚だけ存在していたエンチャント・クリーチャーが、オーラとクリーチャーのどちらかを、唱える際選択出来るという新しい形で登場。神々は、マナシンボルの数を人々の神々への信仰心に見立て、それが一定値に達するとクリーチャーとなるエンチャントとして登場した。
神々の軍勢【Born of the Gods/BNG】（2014年2月7日発売/全165種類）
生者の世界とニクスとの境が薄くなり、ニクスの生物が滲み出してきたテーロスが舞台。ニクスの生物ということで、神でもなく、オーラとしても唱えられないエンチャント・クリーチャーが登場した。今作の神はすべて友好2色。
ニクスへの旅【Journey into Nyx/JOU】（2014年5月発売/全165種類）
新たな神が生まれ、バランスが崩壊しかかっているニクスを舞台に、新たな神と昔からの神ととあるプレインズウォーカーの争いが焦点。テーマは最後までエンチャントだが、昔ながらの神でもクリーチャーでもオーラでも無いエンチャントが復活している。今作の神は敵対2色で、前作の友好2色の計10枚は小神、前前作の単色5枚は大神と位置づけられている。
極稀に1つのブースターパック内にブロック内に存在する15種類の神がすべて1枚ずつ入っているというパックが存在。ただしこれはドラゴンの迷路のようにリミテッド戦の例外規定とはならなかったため、大会中にこのパックを引き当てた場合はジャッジに申告し、新たなパックを受け取る必要がある。

タルキール覇王譚【Khans of Tarkir/KTK】（2014年9月26日発売/全269種類）
サルカン・ヴォルの故郷の、龍が狩り尽されて絶滅した次元タルキールが舞台。対抗色3色からなる5つの“氏族”の対立がテーマ。各氏族は“カン”と呼ばれる指導者に率いられ、それぞれ龍のある一面を崇拝している。
従来の対抗色3色の組み合わせ「中心色1色とその対抗色2色」ではなく「中心色1色とその友好色と対抗色が1色ずつ」という組み合わせになっているのが特徴。
このセットからスタンダードのローテーションが変化するようになったため、3エキスパンションで1セットという形態はこのタルキール覇王譚ブロックで最後になる。

運命再編【Fate Reforged/FRF】（2015年1月23日発売/全185種類）
まだ龍の生存していた、1000年以上前のタルキールが舞台。氏族同士ではなく、氏族と龍の戦いに焦点が当てられ、タルキール覇王譚には収録されなかったドラゴン・カードも多数存在。
テーマは「運命の選択」で、モードを持ちプレイヤーに選択を迫る呪文が多く収録されている。

タルキール龍紀伝【Dragons of Tarkir/DTK】（2015年3月27日発売/全264種類）
運命が変わり、龍の滅びなかった新たなタルキールが舞台。カンに変わり“龍王”が自身の名を冠する氏族を統べており、対抗色3色から友好色2色の組み合わせに変わっている。
テーマはずばりドラゴン。龍王を筆頭に多数のドラゴンが収録されているほか、ドラゴンがいることで強化される呪文も存在している。
ローテーション変化の関係で、タルキール覇王譚/運命再編とはスタンダード落ちする時期が異なる。リミテッドもタルキール龍紀伝/運命再編の組み合わせで行われる。

戦乱のゼンディカー【Battle for Zendikar/BFZ】（2015年10月2日発売/全274種類）
ゼンディカーブロックの続編。解放されたエルドラージと、それに立ち向かうゼンディカーの人々との戦いを描く。
ゼンディカー側は「土地」と「同盟者」、エルドラージ側は「無色」と「追放」がテーマになっている。
このセットから1ブロック2セット制に移行した。

ゲートウォッチの誓い【Oath of the Gatewatch/OGW】（2016年1月22日発売/全184種類）
ウラモグに続き現れたエルドラージ、コジレックに対して若きプレインズウォーカーたちは共同戦線ゲートウォッチ/Gatewatchを結成。ゼンディカーと多元宇宙を守るために立ち向かう。
無色マナ・シンボルが導入され無色マナを要求するカードが初めて登場。無色マナを出す新しい基本土地として荒地も登場した。
またエルドラージに対してプレインズウォーカー達が結束して戦うというテーマの結果、史上最も双頭巨人戦に向いたセットとなった

Zendikar Expeditions【EXP】（全45種類）
戦乱のゼンディカーブロックのブースターに低確率で封入される土地カード。構築で人気の高い土地カードが神話レア、プレミアム仕様で収録されている。
英語版のみ存在しており、日本語のような他言語のブースターにも英語のカードが封入される。
戦乱のゼンディカーとは別のエキスパンションとして扱われているため、構築では同名のカードが使用できる環境でのみ使用可能。リミテッドの場合はそのまま使用できる。
好評だったため、後にMasterpiece Series【MPS】として各ブースターパックに低確率で特別なカードを収録することが決定した。

イニストラードを覆う影【Shadows over Innistrad/SOI】（2016年4月8日発売/全297種類）
イニストラードブロックの続編。人間の守護者であったアヴァシンが乱心し、イニストラードの人間に再び危機が迫る。
新規のメカニズムは「昂揚」と「潜伏」に「手掛かり」を入手する「調査」。また、イニストラードに引き続いて「両面カード」が再登場。狂気を表すメカニズムとして「マッドネス」も再録されている。
なお、直前の戦乱のゼンディカーに引き続き再訪次元が舞台だが、これはテーロス、タルキールと新次元が2つ続いたことに対してバランスを取るため。

異界月【Eldritch Moon/EMN】（2016年7月22日発売/全205種類）
イニストラードに現れたエルドラージ、エムラクールによって異形の怪物へ変質したイニストラードの生物と、それに立ち向かう者たちの戦いを描く。
新規のメカニズムは「現出」と「増呪」。両面カードの新たな形として、2枚で1枚のカードとなる「合体カード」が登場している。「昂揚」「潜伏」「マッドネス」も引き続き登場しているが、「調査」は登場していない。これは謎を解き明かすことがテーマだったイニストラードを覆う影に対し、異界月は謎が解き明かされた後の物語だからである。
エキスパンション・シンボルはエムラクールを模しているが、これこそが「謎」の正体であるため、通常はカードセット発表と同時に発表されるエキスパンション・シンボルが長らく非公開であった。

カラデシュ【Kaladesh/KLD】（2016年9月30日/全264種類+10種類）
チャンドラ・ナラーの故郷、発明の次元カラデシュが舞台。人々は霊気をエネルギーとした発明により都市生活を謳歌しているが、その裏には霊気の流通を厳しく統制する領事府とそれに反抗する改革派の争いが存在している。
テーマはアーティファクトだが、ミラディン・ブロックのように極端にアーティファクトが多いわけではない。
新規メカニズムはプレイヤーの得る新たなカウンター、「エネルギー」と+1/+1カウンターかトークンかを選択する「製造」。そしてクリーチャーが「搭乗」することで効果を発揮する「機体」。
また、このセットから構築済みセットとして「プレインズウォーカーデッキ」が登場。プレインズウォーカーデッキ限定カードは同時に発売されるセットと同じフォーマットで使用できる。

霊気紛争【Aether Revolt/AER】（2017年1月20日/全184種類+10種類）
領事府の弾圧に対しついに改革派が蜂起。ゲートウォッチの面々も領事府を牛耳るテゼレットを打倒するために戦いに加わる。
新規メカニズムはアーティファクト版の召集である「即席」と発明家たちの怒りを表す「紛争」。「機体」と「エネルギー」も続投している。
アーティファクトがテーマなのは変わらないが、「創造的」だったカラデシュに対して「破壊的」がテーマになっている。

Kaladesh Inventions【MPS】（全54種類）
Zendikar Expeditionsの好評を受け誕生したMasterpiece Seriesのカラデシュ版。
カラデシュで行われる発明博覧会の出展作品という設定で、アーティファクトカードが特別な仕様で収録されている。

アモンケット【Amonkhet/AKH】（2017年4月28日/全269種類+18種類）
ニコル・ボーラスに支配された、古代エジプトがモチーフの次元アモンケットが舞台。人々は来世での栄光のために神々の試練に臨む。
収録されたカードも砂漠やピラミッドに代表される巨石建造物、ミイラや呪いなど古代エジプトを連想させるものが多い。
新規メカニズムは墓地のクリーチャーをミイラ化して再利用する「不朽」と次のターンのアンタップを放棄するかわりにさまざまな効果を得る「督励」。墓地から唱える新たな分割カード「余波」も登場している。

破滅の刻【Hour of Devastation/HOU】（2017年7月14日/全199種類+10種類）
アモンケットに王神、ニコル・ボーラスが帰還。しかしアモンケットの人々に訪れるのは、約束された来世ではなかった。
ニコル・ボーラスが大きなテーマになっており、ボーラスによって訪れるアモンケットの破滅が描かれている。
新規メカニズムはボーラス配下の不死の軍団、永遠衆となって蘇る「永遠」と、永遠衆の残虐さを示す「加虐」。「督励」「余波」も引き続き登場している。

Amonkhet Invocations【MPS】（全54種類）
アモンケット版Masterpiece Series。
壁画風のカード枠とヒエログリフ風のアルファベットが特徴。アモンケットに収録されたものは神々の力を、破滅の刻に収録されたものはボーラスの威光を思わせるカードが選ばれている。

イクサラン 【Ixalan/XLN】（2017年9月29日/全279種類+10種類）
ニコル・ボーラスに敗北したジェイスが漂着した次元イクサランが舞台。伝説の黄金郷オラーズカとそこに眠る財宝を求めて四つの勢力が争う。
大航海時代がモチーフとなっており、テーマは「探検」と「部族の対立」。そこに今まで焦点の当たらなかったクリーチャー・タイプである恐竜と海賊の要素が加わっている。
新規メカニズムはライブラリーから新たな土地を獲得する「探検」と海賊達が追い求める「宝物」。そして恐竜たちの怒りを表す「激昂」。「強襲」「機体」「変身」も再登場している。

イクサランの相克【Rivals of Ixalan/RIX】（2018年1月19日/全196種類+19種類）
ついにオラーズカが姿を現し、部族間の争いは激しさを増す。
新規メカニズムは軍勢を結集し、都市を支配することで力を得る「昇殿」。イクサランのメカニズムも全て続投している。
大型セットと小型セットというブロックの概念はイクサランの相克で最後となる。

ドミナリア【Dominaria/DOM】（2018年4月27日/全269種類+11種類）
過去様々なカードセットの舞台となってきたドミナリアが久々に登場。時代的には時のらせんの時代の60年後のドミナリアが舞台。長い時を生きる歴史の生き証人や過去の英雄たちの子孫、そして新たな時代の英雄が修復されたウェザーライト号に集う。
マジック：ザ・ギャザリングというゲームの初期から登場している次元だけあって、「歴史」がテーマ。「伝説」「アーティファクト」そして新登場のエンチャント「英雄譚」を合わせた「歴史的」な呪文が数多く登場している。
新規メカニズムは上述の「英雄譚」とドミナリア史を象徴する出来事をカード化した「伝説のソーサリー」。また、「キッカー」が再登場している。

ラヴニカのギルド【Guilds of Ravnica/GRN】（2018年10月5日/全259種類+14種類）
ゲートウォッチとニコル・ボーラスの最終決戦を描くラヴニカ三部作の第一部。
第一部にあたる本セットにはディミーア家（青黒）、イゼット団（青赤）、ゴルガリ団（黒緑）、ボロス軍（赤白）、セレズニア議事会（緑白）の5つのギルドが登場する。
新規メカニズムはディミーア家の「諜報」、イゼット団の「再活」、ゴルガリ団の「宿根」、ボロス軍の「教導」の4種類。セレズニア議事会には再録メカニズム「召集」が割り当てられている。

ラヴニカの献身【Ravnica Allegiance/RNA】（2019年1月25日/全259種類+14種類）
ラヴニカ三部作の第二部。ラヴニカのギルドで登場しなかった残り5つのギルドが登場する。
新規メカニズムはアゾリウス評議会（青白）の「附則」、オルゾフ組（白黒）の「死後」、ラクドス教団（赤黒）の「絢爛」、グルール一族の「暴動」、シミック連合（青緑）の「順応」の5つ。

灯争大戦【War of the Spark/WAR】（2019年5月3日/全264種類+11種類）
ラヴニカ三部作の最終作。ラヴニカの命運を賭けたニコル・ボーラスとの最後の戦いが始まる。
テーマは「プレインズウォーカーの戦争」。総勢37人ものプレインズウォーカーがカード化されており、プレインズウォーカーに関するカードも多数収録されている。
過去のラヴニカを舞台にしたセットとは異なり、ギルドには焦点が当たっていない。
新規メカニズムはボーラス配下のゾンビの軍団を表現した「動員」。再録メカニズムとして「増殖」が登場している。

エルドレインの王権【Throne of Eldraine/ELD】（2019年10月4日/全269種類+128種類）
おとぎ話とアーサー王伝説をモチーフとした次元エルドレインが舞台。双子のプレインズウォーカー、ローアンとウィルは行方不明となった父ケンリス王を探す探索へと向かう。
多色テーマのラヴニカの物語が続いた反動で、単色がテーマ。5色に対応した5つの宮廷とそれを守る騎士たちと、王国外に跋扈する怪物を表したカードが収録されている。
新規メカニズムは本のような特殊なレイアウトで物語とその登場人物を1つに纏めた「当事者」カードと宮廷への忠誠を示す「一徹」。また、新たなアーティファクトタイプとして「食物」が登場した。
パックを開封する楽しみを増やす目的で、特殊な枠の「ショーケースカード」が低確率で封入されるようになった。

テーロス還魂記【Theros Beyond Death/THB】（2020年1月24日/全254種類）
テーロスブロックの続編。神々の戦いの影響で死の国に裂け目が生じ、怪物たちが現世へと溢れ出る。かつての戦いで命を落としたエルズペスは、混乱に乗じて死の国からの脱出を目指す。
新規メカニズムは死の国からの逃亡を表す「脱出」。「信心」と「星座」もテーロスブロックからの再録メカニズムとして登場しているほか、神々も新たな姿で収録されている。

イコリア：巨獣の棲処【Ikoria： Lair of Behemoths/IKO】（2020年4月17日・5月15日/全257種類）
怪獣映画をモチーフにした、様々な怪物が跋扈する次元イコリアが舞台。聖域の守り手だったルーカは、怪物と絆を結んだことで裏切り者として故郷を追われることとなる。
新規メカニズムはイコリアの怪物たちが様々に姿を変えることを表現した「変容」とプレイヤーが怪物と絆を結ぶ「相棒」。再録のメカニズムとして「サイクリング」も登場している。
初の試みとして、ゴジラシリーズとのコラボレーションカードが登場。収録されているカードのカード名とイラストを差し替えたもので、ゲームルール上は元となったカードと同じものとして扱う。
2019新型コロナウイルスの流行により、各種イベントの中止や発売日の変更といった影響が生じた。また、ゴジラシリーズのカードのうち、《死のコロナビーム、スペースゴジラ》はカード名の変更や再販版からの削除という処置が取られた。

ゼンディカーの夜明け【Zendikar Rising/ZNR】（2020年9月25日/全280種類）
戦乱のゼンディカーブロックの続編。エルドラージの脅威の去ったゼンディカーに、突如出現した空中遺跡スカイクレイヴ。遺跡に眠る秘宝を求めて、新たな冒険が始まる。
新規メカニズムは様々な職業のクリーチャーで構成する冒険者の「パーティー」と、両面カードの新たな形「モードを持つ両面カード」。再録メカニズムとして、過去のゼンディカーブロックから「上陸」「キッカー」が選ばれている。

カルドハイム【Kaldheim/KHM】（2021年2月5日/全285種類）
領界と呼ばれる無数の小次元からなる次元カルドハイムが舞台。邪悪なプレインズウォーカーティボルトは、カルドハイムの神の一柱ヴァルキーに成り代わり暗躍する。
北欧神話をモチーフの中心とし、さらに北欧と関わりの深いヴァイキングやメタル・ミュージックの要素が加わっている。
領界ごとに設定された小テーマやメカニズム、収録カードも炎と霜の巨人や戦乙女、氷雪やルーンなど北欧を連想させるものが多い。また、単語自体が北欧に起源を持つ英雄譚（Saga）は過去最大の枚数が収録されている。
新規メカニズムは災いの予言を表現した「予顕」と戦いの武勇を伝える「誇示」。再録メカニズムは「氷雪」と「多相」。片面はカルドハイムの神々、もう片面は彼らの扱う道具や使い魔という形で「モードを持つ両面カード」も引き続き登場している。

ストリクスヘイヴン：魔法学院【Strixhaven： School of Mages/STX】（2021年4月23日/全275種類）
アルケヴィオス次元に存在する、5つの大学で構成された魔法の学院、ストリクスヘイヴンが舞台。ストリクスヘイヴンに入学したローアンとウィルは、オニキス教授と名を変え学院に勤めていたリリアナと共に、秘密結社オリークに立ち向かう。
各大学ごとに設定された対抗2色の組み合わせと、魔法の学院らしくソーサリー・インスタントがテーマ。
新規メカニズムは「講義」カードを手札に加えることができる「履修」とソーサリー・インスタントやそのコピーに反応する「魔技」。そして相手が対象に取る際に追加コストを要求する「護法」。
「モードを持つ両面カード」も3セット続いての登場だが、これはスタンダードで同時にローテーションする3セットに共通点を持たせるためである。

フォーゴトン・レルム探訪【Adventures in the Forgotten Realms/AFR】（2021年7月23日/全281種類）
フォーゴトン・レルムを舞台とする、『ダンジョンズ&ドラゴンズ』(D&D) とのコラボレーションセット。
ビホルダーやノール、ティーフリングといったD&Dの種族・怪物が輸入される形で登場するほか、ドラゴンも豊富。
TRPG要素を表すカードとして、通常セットでは初となる20面ダイスの出目で効果が決まるカードが多数収録されている。また、ルール上意味のない「フレイバー・ワード」として、D&Dの技能が多くのカードの効果に記載されている。
新規メカニズムはD&Dの技能の一つでもある「集団戦術」とレベルアップ毎に新たな能力を獲得する「クラス・エンチャント」、そして様々な部屋で構成されたダンジョンを進んでいく「ダンジョン探索」の3つ。
基本セットの代替という位置付けであり、2021年には基本セットは発売されない。

イニストラード：真夜中の狩り【Innistrad： Midnight Hunt/MID】（2021年9月24日/全277種類）
イニストラードを覆う影ブロックの続編。エルドラージの襲撃を乗り越えたイニストラードだったが、昼夜の平衡が崩れ、夜が長くなったことで怪物の活動が活発となる。人狼のプレインズウォーカー、アーリン・コードは昼夜の平衡を取り戻すため、ゲートウォッチに協力を要請する。
新規メカニズムは昼夜の切り替わりで変身する「日暮/夜明」、死後に幽霊となる「降霊」、人間たちが団結して怪物に立ち向かう「集会」、ゾンビの脆さを表現した「腐乱」の4つ。
過去のイニストラードからの再録メカニズムとして「フラッシュバック」「調査」「呪い」が選ばれている。

イニストラード：真紅の契り【Innistrad： Crimson Vow/VOW】（2021年11月19日/全277種類）
昼夜の平衡を取り戻すための儀式は吸血鬼オリヴィア・ヴォルダーレンの襲撃で失敗に終わった。政略結婚によりイニストラードの全てを支配しようとするオリヴィアの野望を阻止すべく、ゲートウォッチたちは式場へ乗り込む。
真夜中の狩りから続くストーリーであり、狼男に焦点を当てた真夜中の狩りに対し、吸血鬼が中心になっている。
新規メカニズムは人間たちが決戦に備える「訓練」とルール文章の記述を一部削除する「切除」。新たなトークンとして「血」も登場した。
「日暮/夜明」と「降霊」が続投する形で登場している他、「濫用」が再登場している。
吸血鬼がテーマということで、ブラム・ストーカーの小説『吸血鬼ドラキュラ』とのコラボレーションカードがイラスト違いカードとして収録されている他、悪魔城ドラキュラシリーズのキャラクターデザインで有名な小島文美もイラスト違いカードを手掛けている。

神河：輝ける世界【Kamigawa： Neon Dynasty/NEO】（2022年2月18日/全302種類）
神河ブロックの続編。1200年の時を経て、サイバーパンクな発展を遂げた神河が舞台。謎の男の襲撃を受けて神河の統治者、皇が姿を消して10年。皇の友人漆月魁渡はついに犯人の手がかりを掴む。
日本のポップカルチャーをモチーフとした「現代性」と過去の神河の流れをくむ「伝統性」の対立がテーマ。「現代」側はアーティファクト、「伝統」側はエンチャントが中心となっている。
新規メカニズムは様々な強化を受けていることを参照する「改善」と装備品へ「換装」されるクリーチャー、そしてファイレクシアによるプレインズウォーカーの「完成化」。過去の神河ブロックから「忍術」「魂力」が再録されている。

ニューカペナの街角【Streets of New Capenna/SNC】（2022年4月29日/全281種類）
カペナ次元に存在する、デーモンたちが支配する高層都市ニューカペナが舞台。新ファイレクシア打倒を目指すエルズペスは、その手がかりを掴むため、かつてファイレクシアの侵略に打ち勝った故郷カペナに帰還する。
禁酒法時代のアメリカがモチーフとなっており、友好3色から成る5つの「一家」がテーマ。
新規メカニズムは斡旋屋一家（緑白青）の「盾カウンター」、常夜会一家（白青黒）の「謀議」、貴顕廊一家（青黒赤）の「犠牲」、土建組一家（黒赤緑）の「奇襲」、舞台座一家（赤緑白）の「団結」。再録メカニズムとして「秘匿」が再登場している。

団結のドミナリア【Dominaria United/DMU】（2022年9月9日/全281種類）
次元を超える術を手に入れた新ファイレクシアは、ドミナリアへの侵略を開始した。300年の時を経て再び迫るファイレクシアの脅威に対し、ドミナリアが立ち向かう。
ファイレクシアによる侵略がテーマとなっており、「ファイレクシアン」クリーチャーが多数登場。また、過去の侵略を描いたインベイジョンブロックを踏襲する要素が見られる。
新規メカニズムは攻撃時に他のクリーチャーの支援を受ける「後援」と英雄譚を好きな章から読み進められる「先読」。新たなカウンターとして「麻痺カウンター」も登場した。また、次のセットへの前振りとして「パワーストーン」も少数登場している。
再録メカニズムとして、インベイジョンブロックより「キッカー」「版図」が選ばれている他、新たに「完成化」させられたプレインズウォーカーも登場する。

兄弟戦争【The Brothers' War/BRO】（2022年11月18日/全287種類）
新ファイレクシア打倒の切り札となるアーティファクト「酒杯」の起動方法を探るため、テフェリーは精神を過去へと送り、かつてウルザが酒杯を起動した兄弟戦争を追体験する。
ドミナリア―ファイレクシア戦争の前哨戦とも言える、ウルザとミシュラの兄弟戦争がテーマ。カード化の機会がなかった過去の人物や、戦争で使われた機械などが多数収録されている。
新規メカニズムは戦争機械の「試作」。また、「パワーストーン」が本格的に登場した。再録メカニズムとして「蘇生」「合体」が登場している。
特殊カードとして、過去に登場したアーティファクトが旧枠使用で収録されている他、トランスフォーマーとのコラボレーションカードが収録されている。

ファイレクシア：完全なる統一【Phyrexia： All Will Be One/ONE】（2023年2月10日（日本のみ2月3日）/全271種類）
全次元の侵略を目論むエリシュ・ノーンの企みを阻止すべく、プレインズウォーカー達は新ファイレクシアへ乗り込む。
新ファイレクシアを主役としたセットで、「ファイレクシア人であることは楽しい」がテーマ。
新規メカニズムはファイレクシア病を感染させる「毒性」と対戦相手の感染が進むことで恩恵を得る「堕落」。ミラディン人のレジスタンスも「ミラディンのために！」で装備品と共に駆けつける。
再録メカニズムとしてファイレクシアの3P、「毒(Poison)」「増殖（Proliferate）」「ファイレクシア・マナ（Phyrexian Mana）」が全て登場する他、多数のプレインズウォーカーが「完成化」する。
諸事情により発売が当初の予定より一週間後ろ倒しとなったが、日本語版のみ発売日が維持された。

機械兵団の進軍【March of the Machine/MOM】（2023年4月21日/全281種類）
ついに新ファイレクシアは多元宇宙へと侵攻した。全次元の命運を賭けた最終決戦がはじまる。
「長編物語の最終章」としてデザインされたセットで、テーマは「協力」と「変身」。
多元宇宙側には本来相容れぬ者同士でも協力してファイレクシアに立ち向かう、二人一組の伝説のクリーチャーが多数登場している。
一方で次元固有の生物も次々とファイレクシア人へと変貌する姿が変身カードで表されている。
新規メカニズムは新ファイレクシアの侵攻を描いた新たなカードタイプ「バトル」と自身の能力を仲間に分け与える「賛助」、そしてファイレクシアンへと変身するトークンを生み出す「培養」。

機械兵団の進軍：決戦の後に【March of the Machine：The Aftermath/MAT】（2023年5月12日/全50種類）
新ファイレクシアとの戦いの後日談を描いた小セット。戦いの影響のより多元宇宙に起きた変化を描く。
収録枚数が少なく、コモンカードが登場しないなど通常のセットとは大きく異なるが、スタンダードで使用可能である。

エルドレインの森【Wilds of Eldraine/WOE】（2023年9月8日/全261種類）
エルドレインの王権の続編にして、新ファイレクシア戦による変化を迎えた多元宇宙の姿を描く「領界路編」の始まりとなるセット。
新ファイレクシア撃退の一助となった眠りの呪いが、エルドレインの住人にも牙をむき始めた。戦死した父の後を継ぎ新たな王となったウィルが数々の問題に苦心する中、王宮から遠く離れた僻村では人間とフェイの混血児ケランが父の手がかりを掴むため、妖精王タリオンの命により眠りの呪いの解決に旅立つ。
童話をテーマの中心として、10の童話がそれぞれ2色の組み合わせのモチーフになっている。
新規メカニズムはクリーチャーに様々な「役割」を与えるトークン・エンチャントと童話における取引・約束をモチーフにした「協約」、ファイレクシア戦争の勝利を祝う「祝祭」の3つ。
エルドレインの王権からの再録メカニズムとして「当事者」「食物」が続投。
特殊カードとして過去の様々なエンチャントカードが「おとぎ話」として収録されている。
このセットからスタンダードが最長3年のローテーションへと変更された。

イクサラン：失われし洞窟【The Lost Cavern of Ixalan/LCI】（2023年11月17日/全286種類）
イクサランブロックの続編。新ファイレクシアという共通の敵が去ったことで、部族間の緊張が高まっていくイクサランが舞台。
太陽帝国のファートリは、考古学者のプレインズウォーカーであるクイントリウスと共にオラーズカの地下に広がる遺跡へと足を踏み入れる。
テーマは地底世界の探索。既存の4勢力に加えて、地底に暮らす人々や封印された怪物などの新たな勢力が登場する。
新規メカニズムは戦場や墓地の様々な素材を使ってアーティファクトを変身させる「作成」、地下探索の進行度を表現した「落魄」、ライブラリーから新たなカードを手にする「発見」の3つ。「探検」を行うための「地図」トークンも登場した。

カルロフ邸殺人事件【Murders at Karlov Manor/MKM】（2024年2月9日/全271種類）
ファイレクシア戦争の勝利と復興を示すパーティの会場で、招待客の一人が殺害された。ラヴニカ魔法探偵社のアルキスト・プロフトが事件の捜査を進める中、新たな被害者が見つかり謎はさらに深まっていく。
ラヴニカを舞台とした、マーダーミステリーがテーマのセット。ユニバースビヨンドから輸入される形で、「探偵」クリーチャーが通常セットに初登場した
新規メカニズムは裏向きのクリーチャーに関連する「変装」と「偽装」、クリーチャーにかける「容疑」、墓地のカードを使って行う「証拠収集」、解明することでボーナスを得ることができる「事件」エンチャントの5つ。再録メカニズムには「調査」が選ばれている。

サンダー・ジャンクションの無法者【Outlaws of Thunder Junction/OTJ】（2024年4月19日/全271種類）
「領界路編」最終章。西部開拓時代をモチーフにした、新発見され開拓の進む次元サンダー・ジャンクションが舞台。
多元宇宙を巡る旅の末、ついに父・オーコと対面したケランは、オーコの計画に巻き込まれていく。
テーマは「悪役」と「西部劇」。次元に眠る宝を奪うため、多元宇宙中から悪役たちが集結する。
新規メカニズムは悪役クリーチャー・タイプを総称した「無法者」、対戦相手に働く「悪事」、呪文のコストを先払いして後から唱える「計画」、モード毎に異なる追加コストを持つ「放題」、「乗騎」クリーチャーへの「騎乗」の5つ。
ビッグスコア【The Big Score/BIG】（2024年4月19日/全30種類）
サンダー・ジャンクションの無法者に付随するボーナスセット。スタンダードで使用可能。
本来は 機械兵団の進軍：決戦の後にのような独立した小セットになる予定だったが、決戦の後にの評判が悪かったためにボーナスセットの形となった。

ブルームバロウ【Bloomburrow/BLB】（2024年8月2日/全279種類）
擬人化された小動物、アニマルフォークたちが暮らすのどかな次元、ブルームバロウが舞台。
ハツカネズミのメイブルは災厄の獣・マーハから故郷を守るため、仲間と共に冒険に旅立つ。
絵本や童話のような動物たちの世界がテーマ。人間やエルフ、ゴブリンといった従来の人型種族は基本的に登場せず、2色の組み合わせに対応した10種族を中心に様々な動物たちが活躍する。
新規メカニズムはクリーチャーの子供が共に現れる「新生」、相手に恩恵を与えることで強化される「贈呈」、ハツカネズミの「雄姿」、アライグマの「積算」、リスへの「給餌」の5つ。再録メカニズムとしてネズミに「スレッショルド」が割り当てられている。

ダスクモーン：戦慄の館【Duskmourn：House of Horror/DSK】（2024年9月27日/全276種類）
ひとつの次元すべてを飲み込んだ悪魔の館、ダスクモーンが舞台。
失踪したナシを探すためニヴ・ミゼットの協力で救出チームを結成した魁渡は、恐怖の館へ続く扉を開く。
70～90年代のモダンホラーをモチーフとしたセットで、有名なホラー作品をオマージュしたカードが多数登場している。また、ゴシックホラーがモチーフのイニストラードと差別化するためにエンチャントをテーマとしている。
新規メカニズムは分割カードのエンチャント「部屋」、怪物出現の「兆候」、館に漂う「違和感」、予示のバリエーションである「戦慄予示」、そして館で生き延びる人々の「生存」。再録メカニズムとして、狂気を現すメカニズム「昂揚」が再登場している。

霊気走破【Aetherdrift/DFT】（2025年2月14日/全271種類）
ムラガンダ、アモンケット、そして革命によりカラデシュから名前を変えたアヴィシュカー、3つの次元を舞台とするカーレースが開幕。様々な次元から出場した10のチームが、優勝を目指して過酷なレースに挑む。
デスレースをテーマとしており、多数の機体や乗騎、それを操る操縦士が多数収録されている。
新規メカニズムは徐々に速度を上げていく「エンジン始動！」と一度だけ使える「消尽」の2つ。

タルキール：龍嵐録【Tarkir： Dragonstorm/TDM】（2025年4月11日/全271種類）
タルキールブロックの続編。龍王が打倒され、氏族が復興したタルキールが舞台。
多元宇宙に広がる龍の嵐を食い止めるため、エルズペスは嵐の中心、タルキールを訪れる。
旧タルキールブロックの2つのテーマ「氏族」と「ドラゴン」の合一がテーマ。氏族とドラゴンが敵対していた旧タルキールと異なり、氏族とドラゴンの協力も描かれている。
新規メカニズムはアブザン（白黒緑）の「闘魂」、ジェスカイ（青赤白）の「疾風」、スゥルタイ（黒緑青）の「相続」、マルドゥ（赤白黒）の「応召」、ティムール（緑青赤）の「調和」に、ドラゴンからの「後見」とドラゴン登場の「前兆」の全7つ。

マジック：ザ・ギャザリング——FINAL FANTASY【Magic： the Gathering -- FINAL FANTASY/FIN】（2025年6月13日/全296種類）
ファイナルファンタジーシリーズ（FF）とコラボレーションしたユニバースビヨンド。
FFI～FFXVIまでの各シリーズから様々なキャラクターやアイテム、印象的なシーンなどがカード化されている。
新規メカニズムはFFのジョブシステムを表現した「ジョブ選択」とゲーム進行で強力な技や魔法が使えるようになることを表現した「段階」。また、召喚獣を再現するカードとして「英雄譚・クリーチャー」も登場した。
ユニバースビヨンドとして初のスタンダード用セットであり、本セット以降のユニバースビヨンドもスタンダードで使えるようになると発表された。

久遠の終端【Edge of Eternities/EOE】（2025年8月1日/全266種類）
多元宇宙の外に存在する領域、終端が舞台。
宇宙船セリーマ号の船長サミは、テゼレットの依頼を受けて様々な勢力が入り乱れるソセラ星系を訪れる。
スペースオペラをテーマとしたセットで、宇宙船やワープ装置、様々な恒星など既存の世界観と一線を画す。
新規メカニズムは「宇宙船」や「惑星」への人員の「配備」と一瞬だけ戦場に現れて姿を消した後再度現れる「ワープ」、ブラックホールを信仰する者たちの「ヴォイド」の3つ。新たなトークンとして「着陸船」も登場した。

### 統率者戦
| 2011 | CMD                                         |
| 2012 |                                             |
| 2013 | C13                                         |
| 2014 | C14                                         |
| 2015 | C15                                         |
| 2016 | C16                                         |
| 2017 | CMA, C17                                    |
| 2018 | CM2, C18                                    |
| 2019 | C19                                         |
| 2020 | C20, CMR, CC1, ZNC                          |
| 2021 | C21, KHC, AFC, MIC, VOC, SLD                |
| 2022 | CC2, NEC, NCC, CLB, DMC, 40K, BRC, SCD      |
| 2023 | ONC, MOC, SLD, LTC, CMM, SLD, WOC, WHO, LCC |
| 2024 | PIP ...                                     |

ひとつのセットに対して複数の構築済みデッキがシリーズ化されている
- 統率者(CMD)
- 統率者2013 (C13) 以降各年度版
- ゼンディカーの夜明け統率者デッキ(ZNC)以降各エキスパンション対応版
- 統率者レジェンズ、およびそれの統率者デッキ(後者は前者の関連カードとして扱われる)
- 統率者マスターズ統率者デッキ(後者は前者の関連カードとして扱われる)
- コマンダー・コレクション
- Secret Lair Drop Seriesの統率者デッキ(略号はすべてSLD)
- ユニバース・ビヨンド製品対応の統率者デッキ

| 1993 | CED                |
| 1994 |                    |
| 1995 | CHR, Renaissance   |
| 1996 |                    |
| 1997 | POR                |
| 1998 | P02, UGL           |
| 1999 | S99, PTK           |
| 2000 | S00                |
| 2001 |                    |
| 2002 |                    |
| 2003 |                    |
| 2004 | UNH                |
| 2005 |                    |
| 2006 |                    |
| 2007 |                    |
| 2008 |                    |
| 2009 | HOP                |
| 2010 | ARC                |
| 2011 |                    |
| 2012 | PC2                |
| 2013 | MMA                |
| 2014 | CNS                |
| 2015 | MM2                |
| 2016 | EMA, PCA, CN2      |
| 2017 | MM3, IMA, UST      |
| 2018 | A25, BBD, UMA      |
| 2019 | MH1                |
| 2020 | UND, MB1, JMP, 2XM |
| 2021 | TSR, MH2           |
| 2022 | 2X2, UNF, 30A, J22 |
| 2023 | DMR, LTR           |
| 2024 | RVR, MH3 ...       |

### スターター・セット
- ポータル
- ポータル・セカンドエイジ
- ポータル三国志
- スターター（Starter）
- スターター2000

### 再録セット
- コレクターズエディション（Collectors' Edition）
- ルネッサンス（Renaissance）第4版を補完する黒枠セット。イタリア語版、フランス語版、ドイツ語版があり、イタリア語版は内容が大きく異なりChronicles収録カードも含まれる。
- アンソロジー・ギフトボックス（Anthologies）
- バトルロイヤル・ギフトボックス（Battle Royal）
- ビートダウン・ギフトボックス（Beatdown）
- デッキマスター・ギフトボックス（Deckmasters）
- モダン・マスターズ（Modern Masters）
- モダン・マスターズ2015（Modern Masters 2015）
- エターナル・マスターズ（Eternal Masters）
- モダン・マスターズ2017（Modern Masters 2017）
- アイコニック・マスターズ（Iconic Masters）
- マスターズ25（Masters 25）
- アルティメット・マスターズ（Ultimate Masters）
- ダブル・マスターズ (Double MAsters)
- 時のらせんリマスター (Time Spiral Remastered)
- 統率者マスターズ (Commander Masters) 統率者マスターズ統率者デッキとは違い、全て再録カードになっている。
- ラヴニカ・リマスター (Ravnica Remasterd)
- イニストラード・リマスター (Innistrad Remasterd)

### ジョークカード
- アングルード（Unglued）「カードを破る」「歌を歌う」などと、これまでのセットでは想像もつかないような効果のカードが多数。
- アンヒンジド（Unhinged）アングルードの続編。
- アンステーブル（Unstable）
- アンサンクションド（Unsanctioned）
- アンフィニティ（Unfinity）

### ユニバースビヨンド
マジックと他作品のコラボレーションセット。
- Secret Lair x Stranger Things
- Secret Lair x Arcane、Secret Lair x Arcane: Lands
- Secret Lair x Street Fighter
- ウォーハンマー40,000統率者デッキ、 Secret Lair x Warhammer 40,000: Orks、Secret Lair x Warhammer Age of Sigmar、Secret Lair x Blood Bowl
- Transformers
- Secret Lair x Dungeons & Dragons: Honor Among Thieves
- 指輪物語：中つ国の伝承、指輪物語：中つ国の伝承統率者デッキ
- Secret Lair x Creepshow
- Secret Lair x The Evil Dead
- Secret Lair x The Princess Bride
- ドクター・フー統率者デッキ
- ジュラシック・ワールド・コレクション
- Secret Lair x Tomb Raider
- Ravnica: Cluedo Edition
- Fallout統率者デッキ、Secret Lair x Fallout®: Vault Boy、Secret Lair x Fallout®: Points of Interest、Secret Lair x Fallout®: S.P.E.C.I.A.L.
- アサシンクリード
- Secret Lair x Monty Python and the Holy Grail
- Secret Lair x Ghostbusters
- Secret Lair x Chucky
- Secret Lair x Marvel Superdrop
- Secret Lair x SpongeBob Squarepants

### その他
- マルチバースギフトボックス（Multiverse）
- Vanguard
- From the Vault: Dragons
- From the Vault: Exiled
- From the Vault: Relics
- From the Vault: Legends
- From the Vault: Realms
- プレンチェイス
- アーチエネミー
- バトルボンド
- モダンホライゾンシリーズ
- Mystery Booster
- Secret Lair
- ジャンプスタート（Jumpstart）
- デュエルデッキ 
  - 2組の構築済みデッキのシリーズ、統率者デッキ登場以前に廃止となっていた
- プレーンズウォーカーデッキ、チャレンジデッキ
- ゲームナイト：フリー・フォー・オール(Game Night: Free-for-All)
  - 構築済みデッキとプレイに必要はサプライがパッケージになった商品をボードゲームとして販売している。付属しているカードは一般的なカードと同じであるが、ボードゲームと同じようにこれだけで遊べるゲームバランスに設計されている。

## 認定トーナメント・イベントとプロプレイヤー

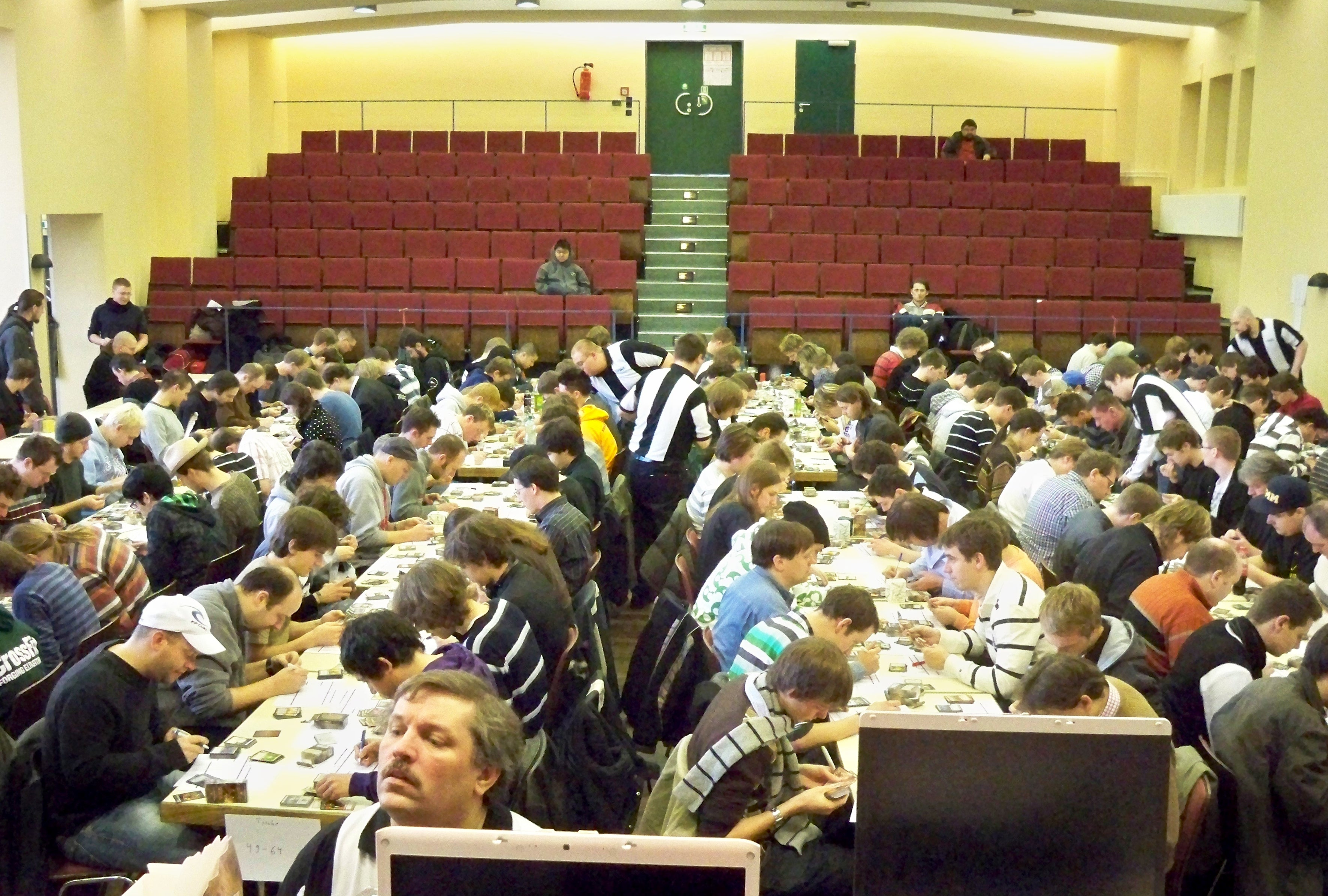
PTQ会場の模様、2008年、ドイツ・フランクフルト

DCI（ウィザーズ・オブ・ザ・コースト社が設立した、Magicをはじめとするゲームの国際公式競技組織）が認定しているトーナメントを認定トーナメントと呼ぶ。WPN（ウィザーズ・プレイ・ネットワーク）協賛店舗やイベント会場で開催される。認定トーナメントの開催情報はウィザーズの公式ページ（下記）で確認できる。初級者から上級者まで段階ごとの大会形態も確立されており、世界中でトーナメントが開かれている。
中でも、世界中からトッププレイヤーが集結して開催されるプロツアーに出場することは多くのプレイヤーの憧れであり、生活をマジックに捧げてまで世界を相手に競う若者も多かった。90年代は日本勢は良くてベスト16前後を行ったり来たりする程度であったが、2001年のプロツアー東京にて藤田剛史が日本人初のベスト8入り（準優勝）を果たしたのを皮切りに、2004年プロツアー神戸で黒田正城が初めて日本人初のプロツアー王者に輝き、2005年には世界選手権個人戦を森勝洋が制し、日本人初の世界王者となった。同時に国別対抗トーナメントでも日本代表が優勝し、プレイヤー・オブ・ザ・イヤー（年間MVP）を津村健志が獲得した。また2005年より、マジックの発展に貢献してきたプレイヤーの功績を称えることを目的とした「マジック・プロツアー殿堂」が創設され、有識者による投票で毎年3～5人が殿堂入していた。日本からはこれまでに、藤田剛史、中村修平、津村健志、大礒正嗣、三原槙仁、八十岡翔太が選出されている。以後20年代に至っても日本は強豪国の一角を占めている。
以下は、代表的な大会であり、上位の大会は特に「プレミアイベント」と呼ばれているが、10年代半ばより制度は迷走し、流動的となっていった。競技が『MTGアリーナ』主体となったデジタル時代には改名されたり行われなくなったものも多い。
世界選手権（Worlds）その年の世界王者を決める大会。かつてはプロツアーに似た招待形式であったり、指定されたプロツアー優勝や前年度プレイヤーオブザイヤーなど、限られたプロのみが招待される形式であった。
ワールド・マジック・カップ（World Magic Cup、以下WMC）国別対抗選手権。各国の予選を勝ち抜いたメンバーによる団体戦で行われる。
プロツアー（Pro Tour、以下PT）新エキスパンション発売2週間後に行われる、マジック最大規模のトーナメント。参加条件を満たしたプレイヤー達による競技が繰り広げられる。
ワールド・マジック・カップ予選（World Magic Cup Qualifire、以下WMCQ）国別対抗戦であるWMCへの出場資格を賭けた大会。参加にはプレインズ・ウォーカー・ポイントによる足切りが存在するなど、上級者向けの大会と言える。
グランプリ（Grand Prix、以下GP）誰でも参加可能な、大規模なオープントーナメント。世界各地で頻繁に開催されており、日本では年2～3回開催される。日本国内での開催時は、2000～3000人ものプレイヤーが集まった事も。PTへのステップも兼ねていた時期には、上位成績者にはPTの招待権利とトラベル補助が与えられていた。会場は入場自由となっており、様々なサイドイベントも催され、本戦参加者以外も楽しめるようになっている。
プロツアー予選（Qualifier、以下PTQ）PTの参加資格をかけたトーナメント。以前は各地で開催され、優勝者にはPTの参加権利が与えられていたが、現在は各地で開催される「プロツアー予備予選」と、予備予選を通過したプレイヤーのみで参加権利を争う「プロツアー地域予選」による、二段階選抜方式となっている。
グランプリトライアル（以下GPT）GPでのBye（不戦勝）をかけたトーナメント。毎大会の優勝者には該当GPでのByeが与えられる。全国各地で頻繁に開かれており、GP前日にもラストチャンストライアルという形で行われる。なお、Byeは一定数以上のプレインズウォーカーポイント（公認大会の成績により付与されるポイント）、プロポイント（詳細は下記参照）を保有する者にも与えられる。
プレリリーストーナメント新製品の発売を記念して、公式発売前に製品を楽しめるイベント。全国のショップで開催され、参加者には記念のプレリリースカードが配布される。
フライデーナイト・マジック（FNM）金曜日の夜に開催される店舗内トーナメント。参加者の中から4名に特製のプロモーション・カードが配布される。新エキスパンション発売日のFNMはランチ・ウィークエンドとされ、参加するだけで特製カードを貰える。
スタンダード・ショーダウンセット毎に期間限定で各ショップで週末（土・日）に開催されるスタンダード形式の店舗内トーナメント。カード5枚入りの特製パックが褒賞として配布される。
ストアチャンピオンシップ旧名称はゲームデー。各セットのシーズン最後に、各ショップにて行われる店内チャンピオン決定戦。参加者や成績上位者にはテキストボックスが廃された特別なカードが配布され、優勝者には「CHAMPION」の文字が記されたプレイマットが贈られる。
マジック・リーグ初心者やカジュアル層向けに全国のショップで開催されている店舗内リーグ。開催されている店舗で好きなブースターパックを3つ買い、それで30枚以上のシールドデッキを組む。 デッキは専用のストレージボックスに保管し月末のリーグ戦区切りまで使い続けるが、3回負けるごとに1パックを追加購入してデッキを強化する権利が与えられる。
プロポイント
PTでの成績により獲得できるポイント。GP上位入賞などでも獲得することができる。
プロプレイヤーは年間を通してプロポイント獲得を競い、年間で最もポイントを獲得したプレイヤーは「プレイヤー・オブ・ザ・イヤー」に選出される。 日本人では過去に津村健志（2005年）、八十岡翔太（2006年）、斎藤友晴（2007年）、中村修平（2008年）、渡辺雄也（2009年、2012年）の5名が選出されている。
プロプレイヤーズ・クラブプロプレイヤーの特典。前年または当年のプロポイント獲得数に応じ3段階のレベルが設定され、プロツアー参加報酬、宿泊ホテルなどが支給される。

### 細かいルールとジャッジ
言葉や能力の定義を厳密に定めた総合ルール（Comprehensive Rules、CR）と呼ばれるものがある。これだけで一冊の本にできるだけの情報量があるうえ、日々ルールに矛盾や問題点などがないか検討され改定され続けている。また、そのルールの理解度や大会運営の能力に応じてレベル1～5までのジャッジ資格が設けられており、大会の規模に応じて相応のレベルを持つジャッジの監督が必要である。大会全体を統括するジャッジは特に「ヘッドジャッジ」と呼ばれ、その大会におけるルール裁定の最終的な決定権をもつ。日本国内の都道府県選手権などの規模の大会のヘッドジャッジはレベル2が普通だが、日本人にもレベル3保有者が数人おり、海外で開催される大規模な大会には多くの場合日本人ジャッジが参加している。基本的にジャッジは無給だが、参加することにより専用のプロモーションカードが配布されるのである。

### 認定トーナメントルール
マジックにはフォーマットと呼ばれる幾つかのトーナメント方式があり、使えるカードセット等が異なる。
「構築戦（コンストラクテッド: constructed）」は決められたカードセットを使い、事前にデッキ（枚数60枚以上 + サイドボード15枚)を構築するもの。 「限定戦（リミテッド: limited）」はブースターパックをあけてその場でデッキ（枚数40枚以上)を組む方式である。
- 「エターナル」の語は非ローテーション制という意味に誤解される事がしばしばだが、使えるカードセットに制限がないという意味[注 8][注 9]。
- マジックの対戦は基本的に1対1で行われるが、多人数戦や団体戦に関するルールも存在し、認定トーナメントに於いても多人数戦や団体戦が行われている。
  - 「多人数戦」は複数のプレイヤーと同時に対戦するルールで、事前にチームを組むものと、特にチームは組んでいないが席次によって敵味方を区別するものとがある（後者は非公式フォーマットのみ）。
  - 「団体戦」は事前にチームを組み、チーム同士で個人戦や多人数戦を行うもの。なおチーム戦における限定戦では、個々のプレイヤーが獲得したパックやカードをチーム内で自由に分配して良い。

これ以外にも公式では無いが一定のルールが整備され、広く親しまれているフォーマットも存在する。
構築戦
|                            | 種別                                     | 紙製品サポート | MTGAサポート | MTGOサポート | 公式大会採用 |
| -------------------------- | ---------------------------------------- | -------------- | ------------ | ------------ | ------------ |
| スタンダード               | ローテーション制                         | 〇             | 〇           | 〇           | 〇           |
| アルケミー                 | ローテーション制                         | ×              | 〇           | ×            | 〇           |
| ヒストリック               | 非ローテーション制                       | ×              | 〇           | ×            | 〇           |
| 職工(アーティザン)         | イベント毎ルール設定                     | ×              | 〇           | ×            | ×            |
| アリーナパウパー           | イベント毎ルール設定                     | ×              | 〇           | ×            | ×            |
| フューチャースタンダード   | ローテーション制                         | ×              | 〇           | ×            | ×            |
| パイオニア                 | 非ローテーション制                       | 〇             | ×            | 〇           | 〇           |
| エクスプローラー           | 非ローテーション制                       | ×              | 〇           | ×            | ×            |
| モダン                     | 非ローテーション制                       | 〇             | ×            | 〇           | 〇           |
| レガシー                   | エターナル                               | △              | ×            | 〇           | △            |
| ヴィンテージ               | エターナル                               | △              | ×            | 〇           | △            |
| パウパー                   | 非ローテーション制                       | 〇             | ×            | 〇           | △            |
| 統率者戦 (コマンダー、EDH) | カジュアル、多人数戦、非ローテーション制 | 〇             | ×            | 〇           | ×            |
| 一対一統率者戦             | カジュアル、非ローテーション制           | 〇             | ×            | 〇           | ×            |
| ブロール                   | カジュアル、ローテーション制             | 〇             | 〇           | 〇           | ×            |
| ヒストリック・ブロール     | 非公式                                   | ×              | 〇           | ×            | ×            |
| Gladiator                  | 非公式                                   | ×              | △            | ×            | ×            |
| パウパーEDH                | 非公式、多人数戦                         | 〇             | ×            | △            | ×            |
| 双頭巨人戦                 | ペア戦、非ローテーション制               | 〇             | ×            | ×            | △            |
| Penny Dreadful             | ローテーション制                         | ×              | ×            | 〇           | ×            |
| Old School 93/94           | 非公式、カードプール固定                 | △              | ×            | △            | ×            |
| Premodern                  | 非公式、カードプール固定                 | △              | ×            | △            | ×            |
| 旧枠モダン                 | 非公式                                   | △              | ×            | △            | ×            |

限定戦
- シールド・デッキ
- ブースター・ドラフト
- ロチェスター・ドラフト[注 14]
- モミール・ベーシック
- キューブドラフト

かつて存在したフォーマット
- タイプ1.5[注 15]
- エクステンデッド
- ブロック構築
- 基本セット構築
- テーマデッキ対戦
- プリズマティック
- 100カード・シングルトン
- トライバル・ウォーズ
- カレイドスコープ
- クラシック
- フロンティア

## マジックを取り扱った作品
公式小説
公式の背景世界を舞台とし、1994年より出版展開された小説群。en:List of Magic: The Gathering novelsを参照。日本語翻訳では以下が出版。
- ウィリアム・R・フォースチェン著『アリーナ - 魔法の闘技場』（"Arena"） 1996年アスペクト
- クレイトン・エマリィ著『ささやきの森』（"Whispering Woods"） 1996年アスペクト
- Scott McGough著『無頼の徒 - 小説神河物語』（"Outlaw: Champions of Kamigawa"） 2004年ホビージャパン

デュエルファイター刃
1997年から2003年まで、『RPGマガジン』とその後身である『ゲームぎゃざ』に連載されていた中村哲也の漫画。主人公たちがバーチャル空間の仮想闘技場でゲームを繰り広げる。
デュエル・マスターズ
1999年から2011年まで、『月刊コロコロコミック』に連載されていた松本しげのぶの漫画。主人公・切札勝舞がカードを通して成長する姿を描く。ただし、マジックが登場するのは2001年（第6巻）までで、2002年（第7巻）以降は、マジックの派生カードゲームである「デュエル・マスターズ」を題材にした漫画へ路線変更された。
マジック：ザ・レジェンド
1999年、『ハイパーコロコロ』に掲載された小野敏洋の読み切り漫画。ドミナリアが舞台となっている。
MAGIC URZA & MISHRA
2000年に『コミックGOTTA』で連載されていた小野敏洋の漫画。背景ストーリー小説『The Brothers' War』を漫画化したもの。ウルザとミシュラの兄弟戦争が描かれる。
スターライト・ウィザード
日本語版の発売元がホビージャパンだった頃に、ホビージャパンのマジック公式ページに連載されていた高木律の漫画。現在は、ホビージャパンのマジック公式ページが消滅したため見ることができない。
スターライト・マナバーン
『スターライト・ウィザード』の続編。作者は高木律。はじめはマジック専門雑誌『マナバーン』に連載されていたが、マナバーンの休刊に伴い、ゲームぎゃざでの連載に移行。さらにホビージャパンのホームページ内に移行して完結。ホームページ連載分はスターライト・ウィザード同様、現在は消滅して見ることができない。
マジック:ザ・ギャザリング 燃え尽きぬ炎
2010年4月号から2011年6月号まで『電撃マ王』で連載された漫画。背景ストーリー小説『The Purifying Fire』の内容を踏まえた作品。漫画日森よしの、脚本村山吉隆、原作ウィザーズ・オブ・ザ・コースト。
死んでもイイ奴等
ホビージャパンが日本語版の発売元だった頃に、同社の公式ページにて連載されていたポルチャ梅山による漫画作品。後継作品に『カマール外伝』も存在する。
マジック学園生徒会
村山吉隆脚本・両角潤香作画。2012年電撃オンライン内「マナの泉」連載。
すべての人類を破壊する。それらは再生できない。
伊瀬勝良原作・横田卓馬作画。少年エース2018年10月号読み切り掲載、2019年1月号以後連載・書籍化。タイトルは《神の怒り/Wrath of God》の第6版以降のカードテキストより。1990年代後半の日本を舞台に、マジックを通じて主人公たちが織り成す日常と成長、青春を描く。なお紙版の単行本各巻には公式プロモカード1枚（過去セットからの再録）が付属する。
切札勝舞はマジック：ザ・ギャザリングを使いつづける
松本しげのぶ原作・コーヘー作画。2018年秋号から2021年春号（最終号）まで『コロコロアニキ』で連載された漫画。「もしも『デュエル・マスターズ』の主人公・切札勝舞がデュエマではなく未だにマジックを使い続けていたら」というifストーリーを描いたギャグ漫画。

## コンピュータゲーム
Windows 95版
コンピュータゲームにおける最初のウィザーズ・オブ・ザ・コースト公認作品。1997年発売（英語版はMICRO PROSE社、日本語移植版はメディアクエスト）。オンライン未対応。
カードはアンリミテッド、リバイズド、第4版およびオリジナルカード12種を収録、ルールは第5版を採用。いわゆる構築戦を行う「デュエル」と、ロールプレイング風ゲーム「シャンダラー」の、2種類のゲームモードを搭載。当時の未訳カードもゲーム内では全て日本語化されている。
後に第4版以前のエキスパンションを収録した拡張セットや、オンライン対応版も発売された。
ドリームキャスト版
第6版のカード&ルールを採用した移植作品。ドリームキャスト版オリジナルカード10枚がこの作品に収録されている。舞台は辺境のプレーン「セレスタ」にて青年戦士タイラーが侵略者から土地を奪還する物語。
2001年発売、開発元はアルファ・システム、発売はセガ。
当初はオンライン対戦も考慮したうえで作られていたが、諸般の事情によりオンライン機能は削除された
Magic: The Gathering Online（Magic Online、MTGO）
2002年6月にサービスが開始された。オンラインで差別されることは基本的に無く、PTQが行われたり、年間チャンピオンは世界選手権へ招待される。また、1エキスパンションの全てのカードを1枚ずつ揃える事により、紙のカードへと現物化して貰うことも可能。
デュエルズ・オブ・ザ・プレインズウォーカーズシリーズ
ダウンロード販売ソフト。
デュエルズ・オブ・ザ・プレインズウォーカーズ
Xbox 360、PlayStation 3、パソコン用が2009年より配信。
デュエルズ・オブ・ザ・プレインズウォーカーズ2012
Xbox 360、PlayStation 3、パソコン用が2011年より配信。PS3版のみ日本語版が存在。
デュエルズ・オブ・ザ・プレインズウォーカーズ2013
Xbox 360、PlayStation 3、パソコン用、iPad用が2012年より配信。これより全プラットフォームで日本語化される。
デュエルズ・オブ・ザ・プレインズウォーカーズ2014
Xbox 360、PlayStation 3、パソコン用、iPad用に加え、Android用が追加される。

Magic: The Gathering Arena（MTGアリーナ）
2017年11月ベータ版サービス開始。基本プレイ無料、2019年2月日本語対応、2019年9月正式サービス開始。
一部には本作のオリジナルカードも収録されている。

## 評価
『MTG』は長い歴史に膨大な種類のカードなどから、様々な研究が続けられている。その中で、「『MTG』はチューリング完全である。」という変わった研究をしていた、ボードゲームデザイナーのアレックス・チャーチルと研究グループは、コンピュータやチューリングマシンでプレイできるようにゲームを変換し、ゲームの複雑さを定量的に測定した。
研究の結果チャーチルらは、「『MTG』が、現実に存在するゲームの中でもっとも複雑なゲームの一つである」と結論づけた。ある特定の条件下では、勝利のための最善手のアルゴリズムを導き出すことができないことが証明されたという。論文では、これを現実世界に勝利戦略の決定が計算不可能なゲームが存在することを証明する最初の結果、とまとめている。
最初に報じた『MITテクノロジーレビュー』は、「全てのゲームは計算可能でなければならない」という仮定に反証した最初の現実世界のゲームだとしている。

## 映像化企画
2014年には20世紀FOXが映画化権をHasblo社から取得していた。
2019年6月には、Netflixによるアニメ化を発表。監督は『アベンジャーズ エンドゲーム』のアンソニー、ジョー・ルッソ兄弟としている。一方で、同年7月には、米国のサンディエゴ・コミコンの会場にて、ルッソ兄弟の口頭から「アニメーション企画が実写へと派生する可能性もある」と語られている。その後、2021年8月にDEADLINEが報道したところでは、制作は『トランスフォーマープライム』を手掛けたJeff Klineによる新しいチームに引き継がれたとしている。